# Michel de Montaigne

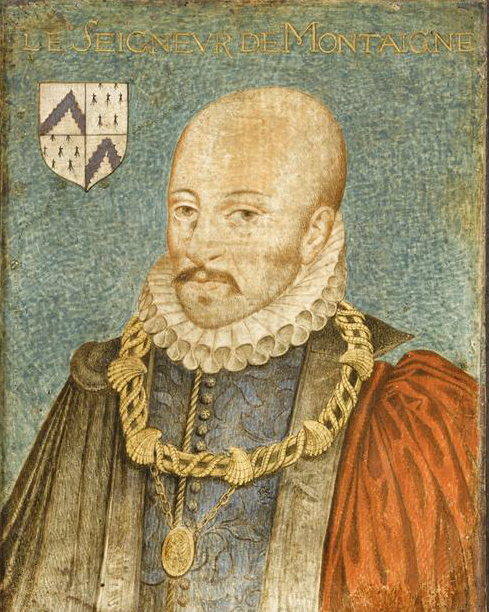
Montaigne auf einem zeitgenössischen Gemälde von Thomas de Leu (1560–1612)

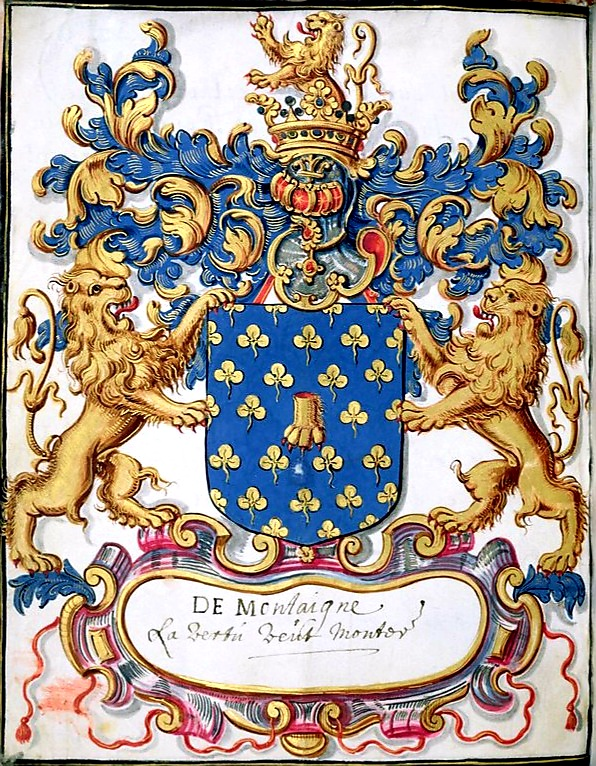
Das Wappen von Michel Eyquem de Montaigne.
Inhalt des Wappenschildes: „Blau, besät mit goldenen Kleeblättern, über allem pfahlweise eine goldene, rotbewehrte Löwenvorderpranke“ (Französisch: (Essais, I, 46.))

Michel Eyquem de Montaigne [mi'ʃɛl e'kɛm də mɔ̃'tɛɲ] (älter: [mɔ̃taɲ]) (lateinisch Michael Montanus; * 28. Februar 1533 auf Schloss Montaigne im Périgord; † 13. September 1592 ebenda) war Jurist, Skeptiker und Philosoph, Humanist und Begründer der Essayistik. Als dem katholischen Glauben verbundener Politiker hatte er Zugang zu den einflussreichen Persönlichkeiten der französischen Monarchie am Ende der Renaissance sowie der beginnenden Gegenreformation.

## Leben und Schaffen

### Herkunft und Jugend

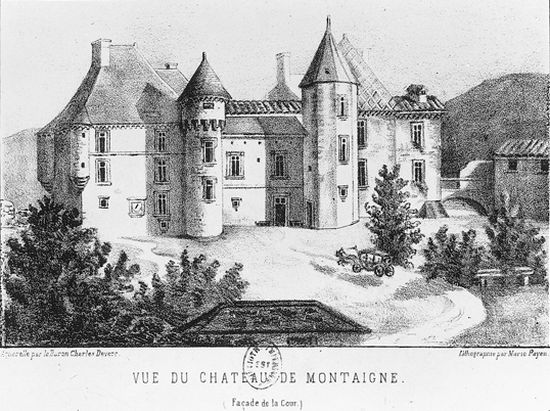
Schloss Montaigne um 1823

Montaigne wurde als Michel Eyquem auf Schloss Montaigne geboren, das sein Urgroßvater Ramon Felipe Eyquem (1402–1478), ein durch Handel mit Fisch, Wein und Indigo reich gewordener Kaufmann aus Bordeaux, im Jahr 1477 samt der zugehörigen Grundherrschaft gekauft hatte. Ramon Felipe war seit dem Jahr 1444 mit Isabeau de Farraygues (1428–1508) verheiratet. Das Paar hatte zwei Söhne, Grimon und Perrin Eyquem, sowie die beiden Töchter Pélegrina und Audeta. Ramon Felipe Eyquem erwarb am 10. Oktober 1477 ebenfalls das nach ihm benannte Château d’Yquem als Lehen der Erzbischöfe von Bordeaux; der Kaufpreis soll 900 Goldfranken (franc à pied) betragen haben. Dieses Erbe wurde von Montaignes Großvater Grimon Eyquem (1450–1519), jurade de Bordeaux, weitergeführt. Er war seit 1490 mit Jeanne du Fourn (um 1470–1519) verheiratet.
Michel war das älteste von vier ins Erwachsenenalter gelangten Kindern von Pierre Eyquem, einem römisch-katholischen Franzosen, der König Franz I. auf seinem Italienfeldzug begleitet hatte und dort mit den Ideen der Renaissance und des Humanismus in Berührung gekommen war. Der Vater bekleidete mehrfach hohe Ämter in der Stadt Bordeaux: 1530 wurde er als Profos des dortigen Ordnungswesens eingesetzt, ab dem Jahre 1533 war er stellvertretender Bürgermeister und ab 1554 Bürgermeister. Montaignes Mutter, Antoinette de Louppes de Villeneuve (1514–1603) aus Toulouse, stammte wahrscheinlich aus einer Familie von Marranen (unter Zwang zum Christentum konvertierten spanischen oder portugiesischen Juden, Alhambra-Edikt), was aber nicht zweifelsfrei belegt ist. Der Historiker Paul Courteault aus Bordeaux schließt jedoch in seinem Aufsatz von 1935 (in den Mélanges Laumonier) über die Mutter Montaignes aus, dass sie die Religion weiterhin praktiziert habe. Er ist hingegen wie andere Forscher der Ansicht, sie sei eher der Reformation zugeneigt gewesen und habe zwei ihrer Kinder bei deren Konversion zum Calvinismus unterstützt. Michel hatte drei Schwestern namens Jeanne (* 1536), Léonore (* 1552) und Marie (* 1554) sowie zwei Brüder, Thomas (1537–1597) und Bertrand Charles (1560–1620). Die Familie mütterlicherseits war – ähnlich wie jene des Vaters – zu Reichtum und Wohlstand gekommen. So brachte Antoinette de Louppes de Villeneuve 4000 Livres als Mitgift mit in die Ehe. Sein jüngerer Bruder Thomas Eyquem de Montaigne heiratete eine Tochter seines Freundes Étienne de La Boétie.
Bereits als Säugling wurde Montaigne zu einer in einfachen Verhältnissen im nahegelegenen Weiler Papessus bei Montpeyroux lebenden Amme gegeben. Als er, etwa drei Jahre alt, zu seiner Familie zurückkam, stellte sein Vater einen aus Deutschland stammenden Arzt mit Namen Horstanus als Hauslehrer ein, der weder Französisch noch Gascognisch konnte und mit dem Kind nur Latein sprach. Da auch die Eltern sich bemühten, dies zu tun und sogar die Bediensteten es versuchen mussten, wurde das Lateinische fast zur Muttersprache Montaignes. Später soll der doctor Horstanus eine Lehrtätigkeit am Collège de Guyenne begonnen haben. Seine humanistisch geprägte Erziehung betrachtete Montaigne selbst als ein Experiment seines Vaters, der dem Beispiel des Erasmus von Rotterdam folgen wollte. So sollte der erste lebende Sohn „mit der lateinischen Sprache, künstlerischen Fertigkeiten und ohne Zwang erzogen, der Familie zu Ansehen und Anerkennung verhelfen“.

#### Schule, Studien (1539–1554)
1539 bis 1546 besuchte Montaigne das Collège de Guyenne in Bordeaux, wo er bei seinen Lehrern teilweise gefürchtet war, weil er besser Latein sprach als sie. Der amtierende Rektor war André de Gouveia. Hier lernte Montaigne auch Altgriechisch. Zu seinen Lehrern gehörten neben de Gouveia der schottische humanistische Philosoph George Buchanan (1506–1582) und der Historiker und Übersetzer antiker Texte Élie Vinet (1509–1587). Montaigne hat später gesagt, dass er die Liebe zu Büchern, die ihn von den meisten Adeligen seiner Zeit abhob, seiner Schulbildung verdanke.
Über die Jahre 1546 bis 1554 ist fast nichts bekannt. Montaigne absolvierte vermutlich zunächst propädeutische Studien an der Artistenfakultät von Bordeaux; es folgte ein Studium der Rechte. Es gibt auch Hinweise auf ein Studium in Paris (Professoren beider Universitäten dort hat er später erwähnt). Roger Trinquet (1972) findet in den Essais manche Hinweise auf frühe Aufenthalte in Paris, und Montaigne erwähnt durchaus Adrien Turnèbe in Paris und André de Gouveia in Bordeaux, doch keinen Toulouser Rechtsgelehrten seiner Studienzeit. Jean Lacouture (1998) schließt daher auf ein Studium in Paris und nur einige verwandtschaftlich bedingte Aufenthalte in Toulouse. Montaigne schloss sein Studium wahrscheinlich mit dem akademischen Grad eines licentiatus juris ab.
Unbekannt ist ebenfalls, ob er 1548 in Bordeaux die Revolte vom 17. bis zum 22. August 1548 miterlebte, mit der die Stadt auf die Auferlegung der Salzsteuer durch den neuen König Heinrich II. reagierte; sie wurde von königlichen Truppen blutig niedergeschlagen und einige Patrizier wurden getötet. Der Marschall und Connétable von Frankreich Duc de Montmorency stellte die königliche Autorität bis zum Ende desselben Jahres wieder her.

### Gerichtsrat, in politischer Funktion und wichtige private Ereignisse (1554–1571 und 1565)
1554, mit einundzwanzig Jahren, erhielt Montaigne das Amt eines Gerichtsrats, conseiller am Steuergericht, Cour des Aides, in Périgueux. Im selben Jahr begleitete er seinen soeben zum Bürgermeister gewählten Vater zu Verhandlungen mit dem König nach Paris. Ein Onkel von Montaigne, Pierre Eyquem seigneur de Gaujac, überließ ihm 1556 seinen Richtersitz in Périgueux.
Als 1557 das Steuergericht von Périgueux aufgelöst wurde, bekam Montaigne einen Gerichtsratsposten am Parlement von Bordeaux, dem obersten Gerichtshof der Provinz Guyenne. Hier schloss er eine (wie er es rückblickend sah) geradezu „symbiotische“ Freundschaft mit dem gut zwei Jahre älteren, humanistisch hochgebildeten Richterkollegen Étienne de La Boétie, dessen frühen Tod 1563 er nur schwer verschmerzte und den er lange betrauerte. Er betrachtet sich selbst als den Überlebenden einer Freundschaft, die es so nur einmal in dreihundert Jahren gibt, und er richtet seinem Freund „eine immerwährende Totenfeier aus, denn existieren heißt für ihn, unter dem Blick des Freundes zu existieren.“
In Bordeaux war er in erster Linie Beauftragter für die Berufungskammer, Chambre des Enquêtes. Dort untersuchte und beurteilte er Rechtsfälle. Als Berufungsrichter fällte er demnach selbst keine Urteile, sondern gab seine schriftliche Beurteilung an seine verhandlungsführenden Richterkollegen ab. Nebenbei übernahm er aber auch den Vorsitz bei Zivilprozessen.
In seiner Eigenschaft als Gerichtsrat reiste er 1559, 1560 und 1562 nach Paris. Dabei ging es um das Verhältnis zu den im französischen Südwesten stark vertretenen Hugenotten. Bei seinem letzten Parisaufenthalt, der vom Beginn der Hugenottenkriege mit dem Blutbad von Wassy, le massacre de Wassy, überschattet wurde, legte Montaigne zusammen mit anderen Richtern diverser französischer Parlements feierlich ein Bekenntnis zum Katholizismus ab.
Am Sonntag, den 23. September 1565, heiratete er Françoise de La Chassaigne, die Tochter seines Richterkollegen Joseph de La Chassaigne (ca. 1515–1572). Die einzige das Erwachsenenalter erreichende Tochter aus dieser Ehe war Éléonore Eyquem de Montaigne (9. September 1571 – 23. Januar 1616). Beim Tod seines Vaters, Pierre Eyquem de Montaigne, 1568 erbte er, nach den Regeln der adeligen Erbteilung, den Hauptteil von dessen Besitz. Das war insbesondere das Gut und Schloss Montaigne, nach dem er sich hinfort ausschließlich benannte und das seinen Status als Adeliger betonte.
1569 beendete er eine kommentierte Übersetzung der Theologia naturalis seu liber creaturarum, des „Buchs der Geschöpfe“ (1434–1436) des aus Toulouse stammenden katalanischen Theologen und Mediziners Raimond Sebond. Er hatte sie noch auf Wunsch seines Vaters begonnen. Zugleich mit dieser Übersetzung vom Lateinischen ins Französische gab Montaigne in Paris eine Sammlung von französischen und lateinischen Gedichten seines Freundes La Boétie in Druck.

### Rückzug ins Private (1571)
1571, mit achtunddreißig Jahren, quittierte Montaigne sein Richteramt und zog sich auf sein Schloss zurück. „Die finanziellen Voraussetzungen und damit die Unabhängigkeit sind gegeben, und er kann es sich leisten, sein Richteramt abzugeben, da er das Erbe seines Vaters, als Schlossherr de Montaigne, angetreten hat“. Seine administrativen Aufgaben in Bordeaux übergab er am 23. Juli 1570 seinem Freund Florimond de Raemond. Ein Grund für seinen Entschluss war vermutlich die Enttäuschung darüber, dass seine Versuche, in eine der wichtigeren und damit angeseheneren Kammern des Gerichts zu wechseln, gescheitert waren, weil in der einen, als zu naher Verwandter, schon sein Schwiegervater saß, und in der anderen schon ein Schwager. Vielleicht spielte auch der Umstand eine Rolle, dass er zum zweiten Mal Vater wurde, nachdem ein im Vorjahr geborenes erstes Kind, ebenfalls ein Mädchen, bald nach der Geburt gestorben war, so wie auch vier weitere 1573, 1574, 1577 und 1583 geborene Kinder, allesamt Töchter, das Säuglingsalter nicht überlebten.

„Genug nun für andere gelebt – leben wir zumindest dies letzte Stück des Lebens für uns“

 ist seine eigene Aussage zu diesem Rückzug.
Mit der Rolle des Landedelmanns, als der Montaigne sich nach seinem Rückzug ins Private offenbar sah, vertrug es sich durchaus, zu lesen und literarisch zu dilettieren. Dies tat er mit Hilfe einer für damalige Verhältnisse relativ umfangreichen Privatbibliothek (etwa tausend Bände), die ihm zu großen Teilen von seinem Freund La Boétie vermacht worden war.
Er begann, markante Sätze aus den Werken klassischer, meist lateinischer Autoren aufzuschreiben und zum Ausgangspunkt eigener Überlegungen zu machen. Diese Überlegungen sah er als Versuche, der Natur des menschlichen Wesens und den Problemen der Existenz, insbesondere des Todes, auf den Grund zu kommen. Die passende Darstellungsweise für diese „Versuche“ (französisch essais) musste er selber tastend entwickeln, denn erst später, nach ihm und dank ihm, wurde der Begriff Essay zum Namen einer neuen literarischen Gattung. Montaigne schildert beim Schreiben seine Gedanken, als sei das Blatt vor ihm sein Gegenüber – so wie er es seinem verlorenen Freund La Boétie mitteilen würde. Sich selbst mit der Zeit verändernd, begegnet ihm beim Wiederlesen auch der Text neu. Dieser wird dann von ihm aus der neuen Perspektive korrigiert, vervollständigt oder verworfen. Sein Gedankenprozess führt dazu, dass er sich dabei wiederum selbst verändert. „Für ihn besteht das ganze Menschsein aus lauter eigengesetzlichen Augenblicken, und er reproduziert seine Einfühlung in seine eigene Vergangenheit.“
Montaigne lernte die gebildete und an Poesie interessierte Diane d’Andouins, ab dem Jahr 1583 Mätresse des späteren französischen Königs Heinrich IV., kennen. Beide traten in einen intensiven brieflichen Austausch ein, etwa über das Schaffen von Pierre de Ronsard und Joachim du Bellay. Seine Les 29 Sonnets de la Boétie in den Essais widmete er Diane d’Andouins. Im Übrigen gab es noch weitere Widmungen; so wurden Charlotte Diane de Foix-Candale die De l’institution des enfants, Louis de Madaillan d’Estissac (ca. 1502–1565) die L’Apologie de Raymond Sebond und De la ressemblance des enfants aux pères der Marguerite de Grammont, Witwe des Jean de Durfort, Seigneur de Duras gewidmet.
Vermutlich hatte Montaigne seinen Wechsel ins Private mit der Hoffnung verbunden, seine Tage ungestört von den kriegerischen Wirren der Zeit zu verbringen. Als sich aber nach den Massakern der Bartholomäusnacht (22./23. August 1572) die Spaltung im Land vertiefte und beide Seiten einander erneut bekriegten, hielt er es für seine Pflicht, sich der königlichen Armee und damit dem katholischen Lager anzuschließen. 1574 trat er aber auch mit einer Rede vor den Richtern des Parlements in Bordeaux für eine Versöhnung der Konfessionen ein. Nach dem Friedensschluss von 1575, der den Protestanten vorübergehend volle Bürgerrechte gewährte, ließ er sich von Heinrich von Navarra, dem De-facto-Herrscher in weiten Teilen Westfrankreichs, zu dessen Kammerherrn ernennen.

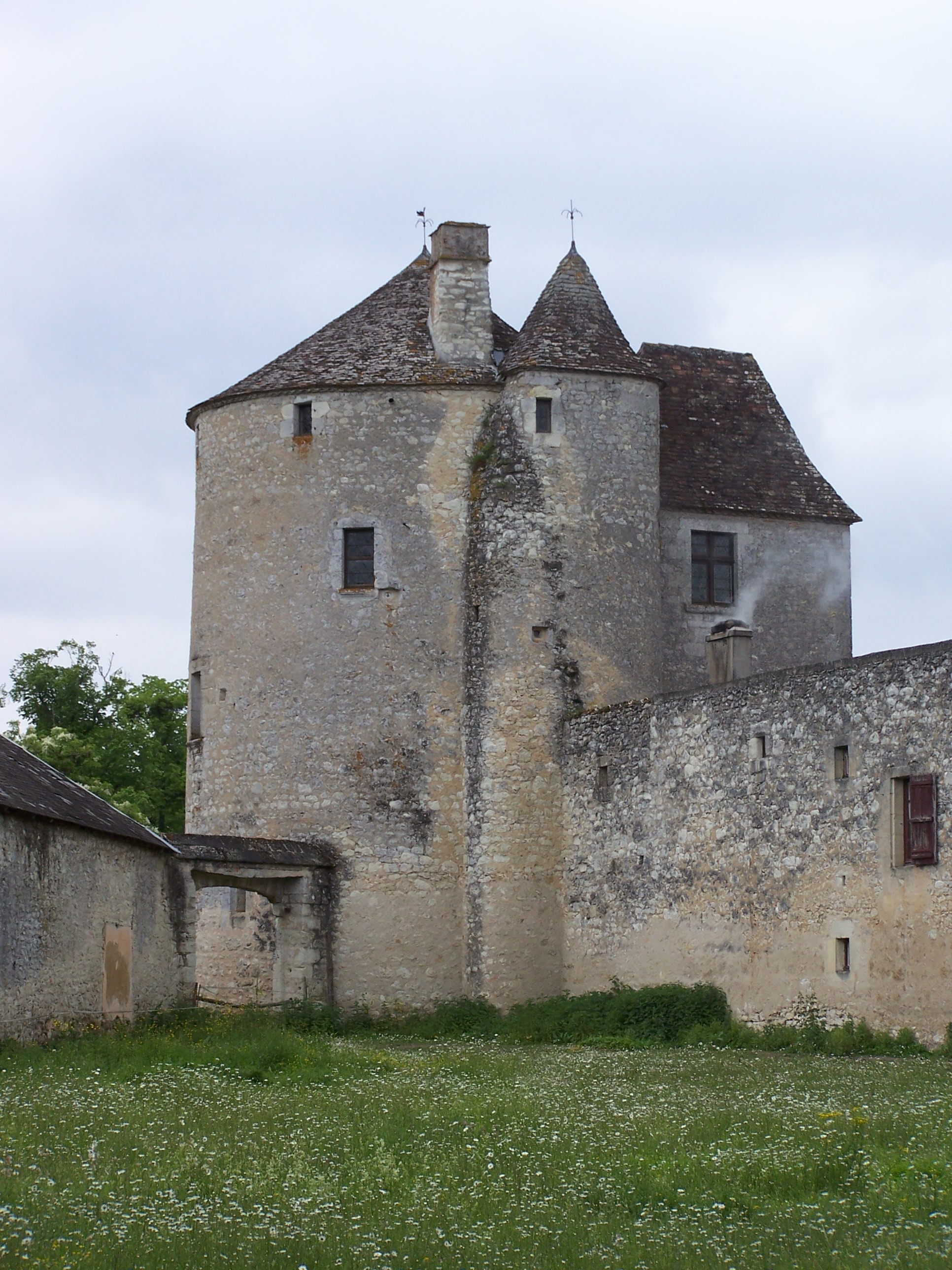
Tour de Montaigne: Michel de Montaignes Turmbibliothek befindet sich in der 2. Etage
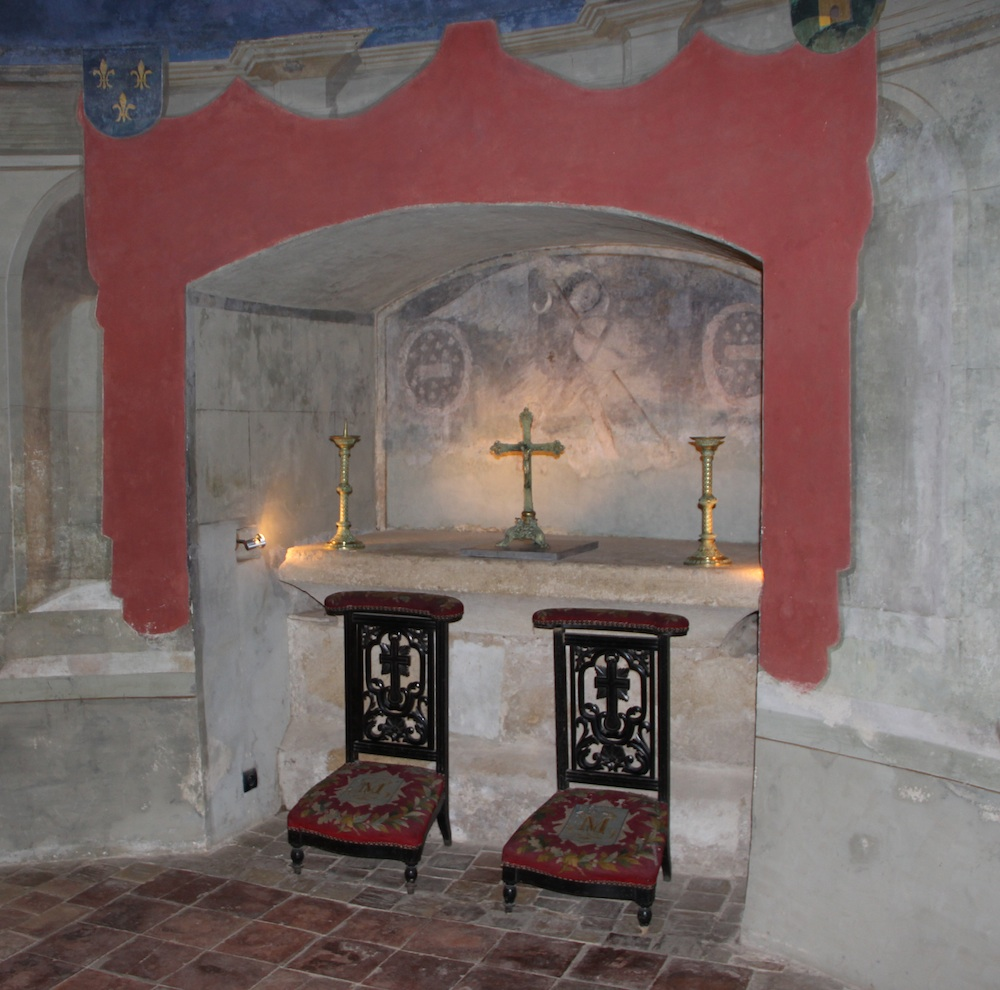
Das Oratorium Montaignes im Erdgeschoss des Turms
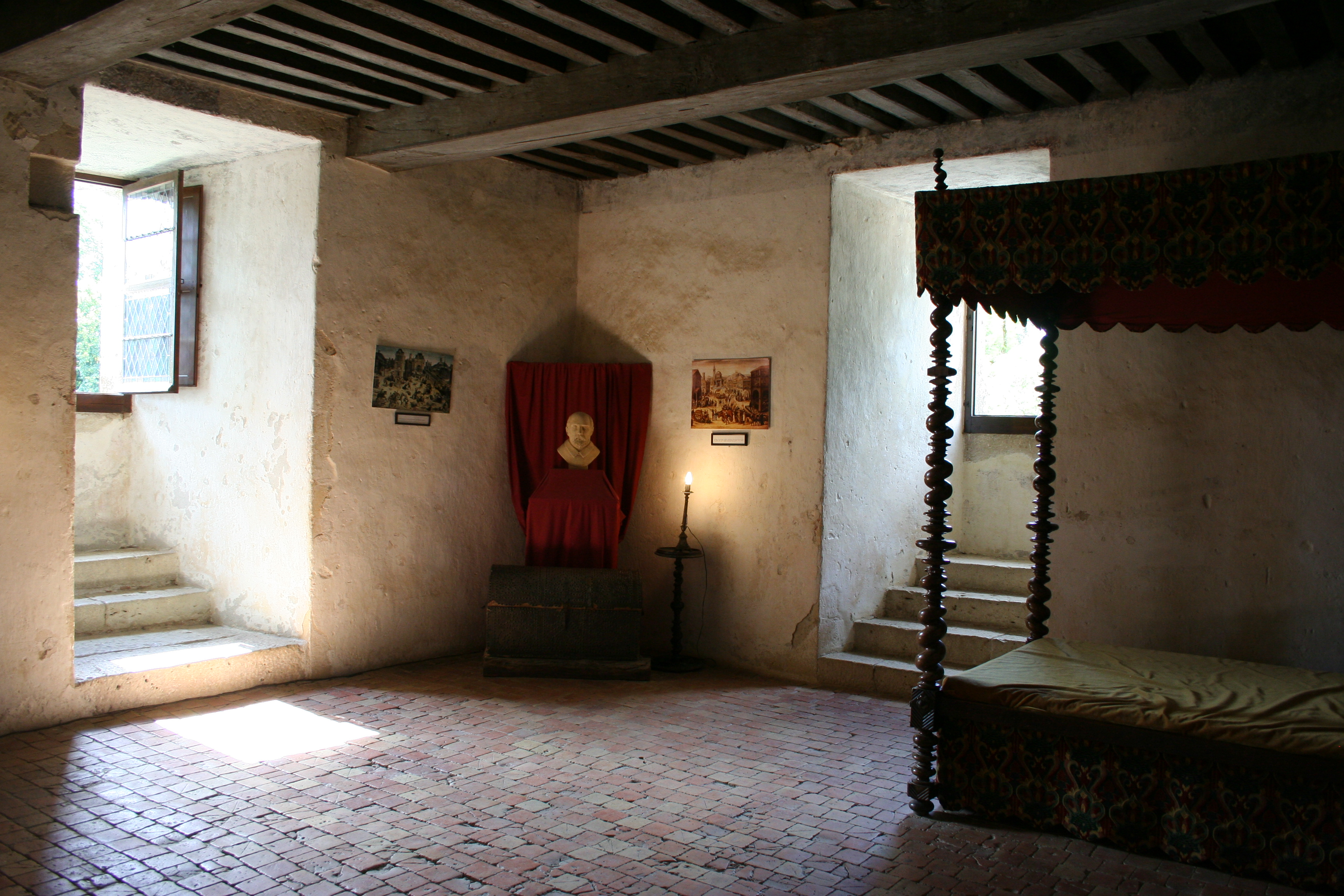
Kammer in der 1. Etage des Turms
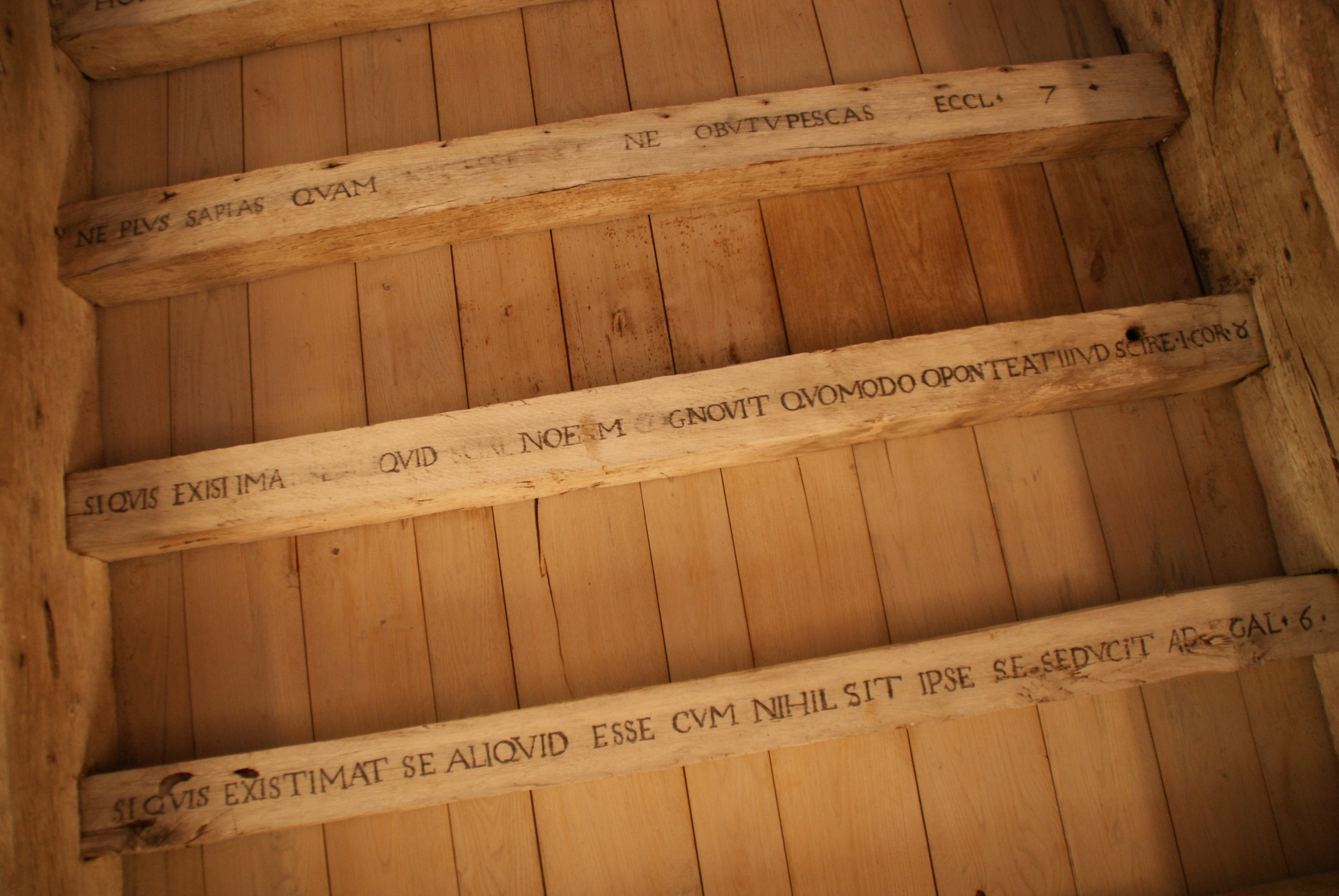
2. Etage; Ausschnitt aus der Decke der Turmbibliothek: Drei lateinische Bibelzitate, im Auftrag Montaignes in die Querbalken gebrannt
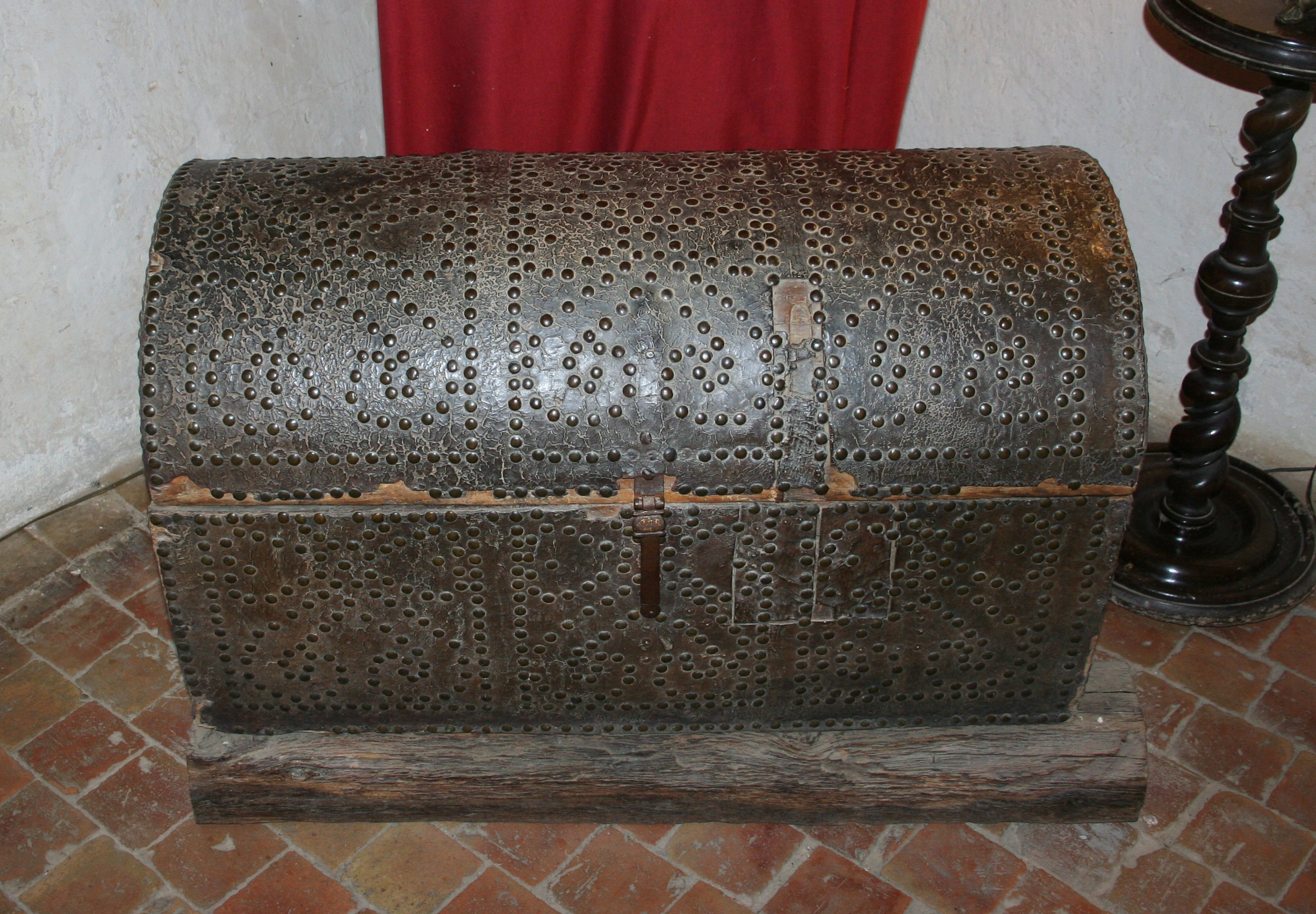
Truhe, 1. Etage des Turms, auf dem Château de Montaigne, in der Abbé Prunis das Manuskript des Journal de voyage fand

### Italienreise (1580–1581)
Da er seit 1577 unter Nierenkoliken litt (deren starke Auswirkungen auf sein Befinden, Denken und Fühlen er in den Essais thematisierte), ging Montaigne 1580 trotz der in Frankreich soeben wieder ausgebrochenen Kriegshandlungen auf eine Bäder-Reise, von der er sich Linderung erhoffte. Der Text der Essais (Buch I) war zunächst abgeschlossen und er suchte nach neuen Anregungen, wobei er – wie das Reisejournal zeigt – in den unterschiedlichen Ländern, die er besuchen wollte, nicht nur die Lebensart der Menschen, sondern auch deren religiöse Praktiken kennenlernen wollte:

„Der höchste Zweck der Reise war also der Versuch, sich selbst und eine Zeit zu verstehen, in der das Ich sich fremd und zugleich eingebunden fühlt … Jetzt galt es, die Ergebnisse in anderen Ländern mit anderen Menschen zu überprüfen und sie so einem regelrechten Härtetest auszusetzen.“

Die Reise führte ihn über Paris, wo er von König Heinrich III. empfangen wurde, in etliche französische, schweizerische und deutsche Bäder. Danach ging es weiter nach Rom.

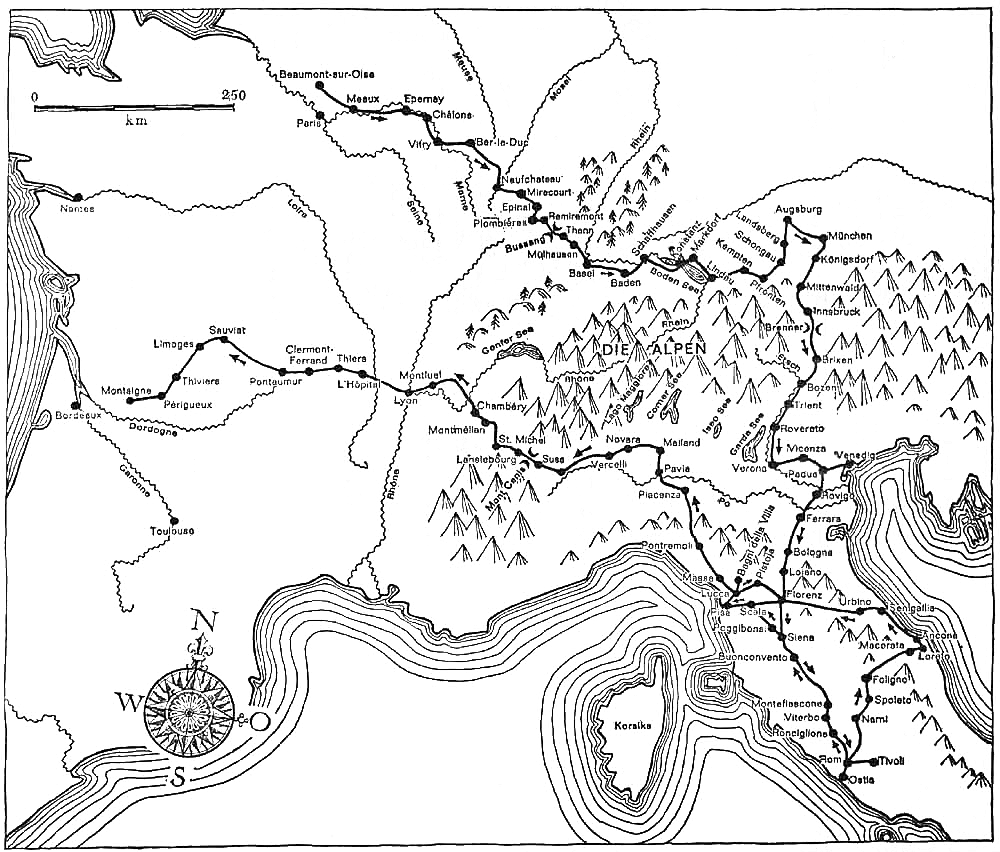
Italienreise von Michel de Montaigne von 1580 bis 1581

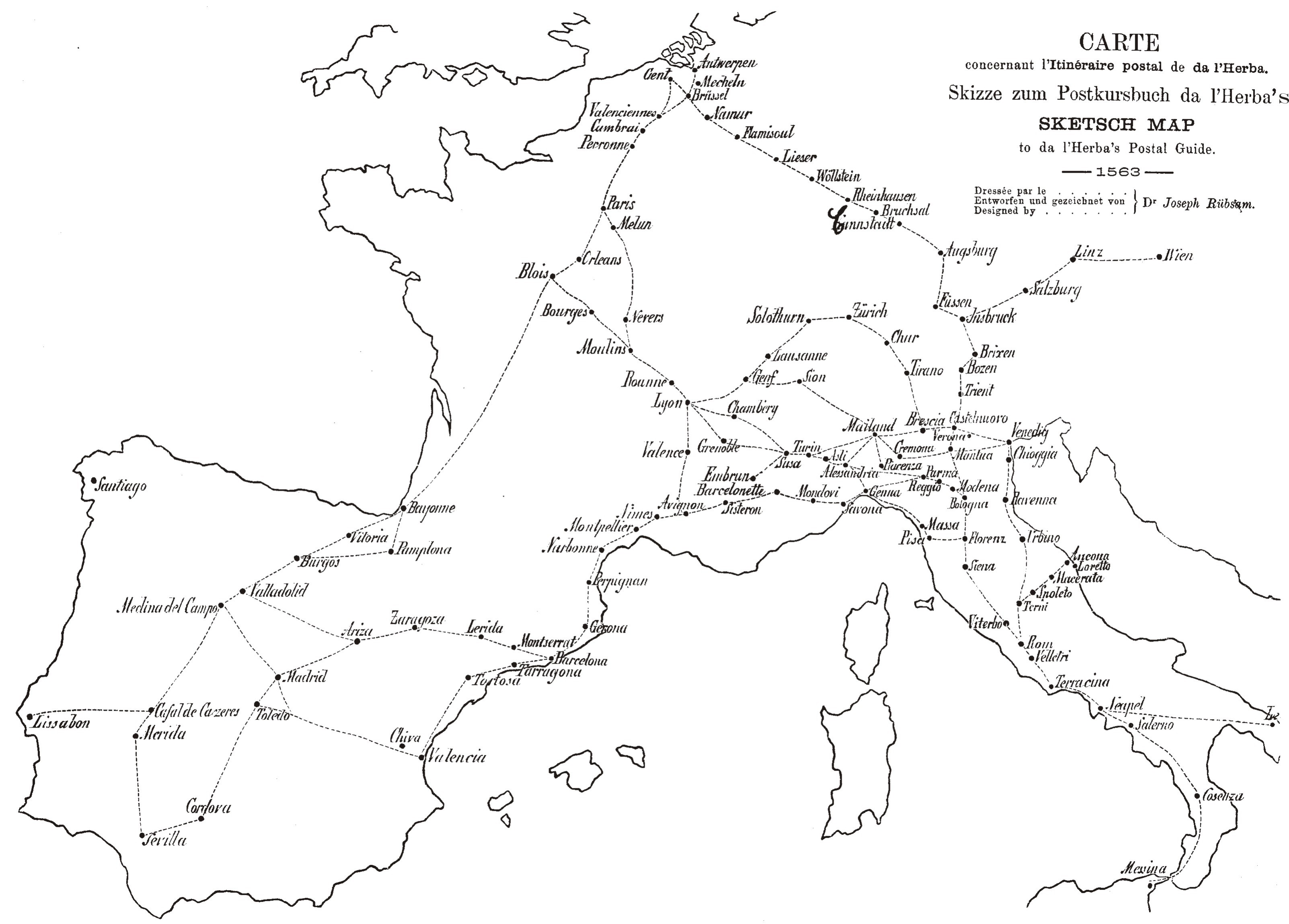
Postkurse von 1563 zum Vergleich mit der Reiseroute von Montaigne 1577

Er wurde dabei neben einigen Dienern von seinem Bruder Bertrand Charles Eyquem de Montaigne (1560–1620) und drei weiteren Adeligen begleitet, nämlich Charles d’Estissac († 1586), Comte François du Hautoy, einem Adeligen aus Lothringen, und wahrscheinlich Bernard de Cazalis, seinem Schwager und Witwer der verstorbenen Schwester Marie (* 1554). Somit bestand der Trupp aus zehn Reisenden, sieben zu Pferde, drei Männern zu Fuß, zwei Dienern und einem Maultiertreiber. Wegen der drei Begleiter zu Fuß konnten die Pferde nur im Schritt gehen, so dass die Tagesstrecken etwa sieben bis acht französische Meilen, also etwa dreißig Kilometer lang waren.
Die Fahrt führte vermutlich entlang der damaligen Postkurse (siehe die Karte zum Zustand 1563) und diente auch als Bildungsreise. So ging es über Mülhausen sowie Basel und Baden in der Schweiz nach Konstanz, wo die Gruppe im Gasthaus „Zum Adler“ und „Zum Hecht“ nächtigte, dann folgten am 9. Oktober 1580 die Einkehr in das Wappen von Köln in Markdorf und weiter nach Lindau (Haus zur Krone, Ludwigstraße 5), Augsburg und München. Von München führte der Weg der Reisegruppe über den Scharnitzpass nach Seefeld, Innsbruck und Hall. Auf Schloss Ambras bemühte Montaigne sich vergeblich um eine Audienz bei Erzherzog Ferdinand II., der aus politischen Gründen nicht gewillt war, einen Franzosen zu empfangen. Jedoch dinierte er mit dessen Söhnen Kardinal Andreas und Markgraf Karl in der Innsbrucker Hofburg.
Über den Brennerpass, der nun folgte, erreichte die Gruppe Sterzing, Brixen, Klausen, Kollmann, Bozen und Salurn. Von hier aus besuchte er mehrere italienische Städte und Stadtstaaten (Verona, Venedig, Ferrara, Florenz, Siena) und erreichte Rom am 30. November 1580. Dort blieb er mehrere Monate, wurde gemeinsam mit anderen französischen Adeligen von Papst Gregor XIII. empfangen und ließ die Essais von der päpstlichen Zensur absegnen. Das geschah in der Karwoche am 15. April 1581. Ihm wurden geringfügige Änderungen auferlegt, die er in den nachfolgenden Auflagen berücksichtigte. Aus seinen Aufzeichnungen geht hervor, dass seiner Meinung nach die päpstliche Indexkongregation die tiefen Zweifel, die sich in den Essays gegenüber der kirchlichen Praxis äußern, nicht völlig verstanden hatte. Sie waren oft kunstvoll hinter vielfältigen Bekenntnissen zum Glauben versteckt. 1676 las der Vatikan das Buch genauer und setzte es auf den Index (siehe unten: Rezeption).
Ihm wurde auch der Titel eines römischen Bürgers verliehen. Den Text dieser Urkunde veröffentlichte er Jahre später im Dritten Buch der Essais im Kap. 9 „Über die Eitelkeit“.
Montaigne beschrieb die Reise in einem Tagebuch, das er jedoch nicht veröffentlichte. Das Manuskript fand erst 1770 Joseph Prunis in einer alten Truhe auf dem Schloss Montaigne wieder, und es wurde 1774 gedruckt. Der erste Teil des Journal de voyage stammte von einem Reisebegleiter und Sekretär Montaignes und war möglicherweise als Diktat niedergeschrieben worden. Erst ab dem Aufenthalt in Rom im Februar des Jahres 1581 stammen die Aufzeichnungen von Montaignes eigener Hand. Seine Art zu reisen beschreibt Montaigne folgendermaßen:

„Wenn es rechts nicht schön ist, geht es nach links; wenn ich mich nicht in der Lage sehe, mein Pferd zu besteigen, halte ich an […]. Habe ich vergessen, etwas anzuschauen? Ich kehre um; so finde ich immer meinen Weg. Ich plane keine Linie im Voraus, weder die gerade noch die krumme.“

Unterwegs erhielt er am 7. September 1581 in Lucca die Nachricht, dass er für eine Zwei-Jahres-Periode einstimmig zum Bürgermeister von Bordeaux gewählt worden war. Erst im Spätherbst brach Montaigne zur Heimreise in die Guyenne auf, um sein Amt anzutreten. Am 30. November 1581 erreichte die Reisegruppe wieder das Schloss Montaigne.

### Bürgermeister in Bordeaux (1581–1585)
Sein Vorgänger im Amt des Bürgermeisters war Armand de Gontaut, seigneur de Biron; er hatte diese Aufgabe von 1577 bis 1581 übernommen. Als kriegserfahrener Militär baute er die Stadt zur Festung aus, um mögliche Angriffe der Hugenotten abzuwehren. Mit dem Edikt von Beaulieu vom 6. Mai 1576 beendete Heinrich III. den fünften Hugenottenkrieg. Doch die dort verhandelten Zugeständnisse an die Reformierten wurden von Armand de Gontaut nicht akzeptiert. Noch zehn Jahre nach der Bartholomäusnacht von 1572 zählten fast zehn Prozent der Einwohner von Bordeaux zu dem Kreis der reformierten Kirche. In dieser Lage wurde Montaigne im Dezember 1581 zum Bürgermeister berufen. Heinrich III. setzte wahrscheinlich bei seiner Wahl auf Montaignes mehrfach bewiesenes diplomatisches Geschick, mäßigend auf die ständig schwelenden Konflikte zwischen Katholiken und Reformierten einzuwirken. Etwas widerstrebend, und nicht ohne brieflich vom König in die Pflicht genommen worden zu sein, akzeptierte Montaigne das Amt nach seiner Heimkehr Ende November. Kurze Zeit zuvor hatte der König Jacques II. de Goÿon de Matignon zum Gouverneur de Guyenne ernannt. Zwischen den beiden Männern entspann sich eine Phase ausgezeichneter politischer Kooperation. Nach zwei Jahren im Amt wurde er im Jahr 1583, trotz einer heftigen Opposition seitens der Katholischen Liga, wiedergewählt. Es gelang Montaigne durch direkte Verhandlungen in Paris, die nach dem Aufstand in Bordeaux vorübergehend ausgesetzten, für die Stadt äußerst wichtigen Handelsabgaben wieder in Gang zu setzen.
Dennoch organisierte sich Unmut über die Entwicklung. Aus der Ecke der radikalisierten katholischen Liga und ihres Anführers Jacques II de Merville de Pérusse des Cars († ca. 1580), Grand Sénéchal de Guyenne und Kommandant des Château du Hâ im Zentrum der Stadt, flackerte stetig Widerstand auf. Eine Rolle dabei spielten auch Jean Ricard de Gourdon de Genouillac de Vaillac, Gouverneur des Château Trompette und von Bordeaux (beide unter dem Schutz des Erzbischofs Antoine Prévost de Sansac (1515–1591)) sowie Jean de Louppes de Villeneuve († 1630), conseiller au parlement de Bordeaux, ein Cousin ersten Grades von de Montaignes Mutter Antoinette de Louppes de Villeneuve. Den Höhepunkt erreichte das Ränkespiel der katholischen Liga und ihrer Verbündeten im April 1585: Man versuchte, Bordeaux unter deren Gewalt zu bringen und den Bürgermeister Montaigne und Jacques de Goÿon de Matignon auszuschalten. Doch letzterer kam ihnen zuvor, indem er alle Magistratsbeamten, Richter, Parlementsräte usw. zum Sitz des Gouverneurs rief und Jean Ricard de Vaillac unter Androhung seiner öffentlichen Enthauptung zum Frieden zwang.
In seinem Amt als Bürgermeister war Montaigne stets bemüht, zwischen Reformierten und Katholiken zu vermitteln, wobei er 1583 Verhandlungen zwischen Heinrich von Navarra, der 1584 zum engsten Anwärter auf den Thron aufgerückt war, und König Heinrich III. anbahnte. Es gelang ihm 1585, Bordeaux von einer militärischen Beteiligung auf Seiten der Katholischen Liga abzuhalten, die Heinrich von Navarra bekriegte. Am 19. Dezember 1584 wurde Montaigne zum ersten Mal von Heinrich von Navarra, dem zukünftigen König – und Anführer der calvinistischen Partei – Heinrich IV. besucht. Er bewirtete ihn auf seinem Schloss Montaigne. Heinrich blieb vier Tage und schlief im Bett des Hausherren; Montaigne und Heinrich gingen gemeinsam auf die Hirschjagd. Während des achten Hugenottenkrieges, auch Krieg der drei Heinriche genannt (Heinrich von Navarra, Heinrich von Guise und König Heinrich III.), in der Zeit zwischen 1585 und 1598, übernahm Montaigne für die u. a. in religiösen Fragen miteinander konkurrierenden, herrschenden Administrationen die Aufgabe eines Emissärs. Beide herrschende Könige, sowohl König Heinrich III. als auch Heinrich von Navarra, ernannten Montaigne zu ihrem Kammerherren, gentilhomme ordinaire de la Chambre du Roi. Auf diese Weise trat er vermittelnd zwischen Heinrich von Navarra und Heinrich von Guise, einen exponierten Vertreter der katholischen Heiligen Liga. So kam es am 24. Oktober 1587, kurz nach dem Sieg Heinrichs von Navarra bei Coutras über die Heilige Liga, unter der Führung von Anne de Joyeuse, zu einem zweiten Treffen Montaignes mit dem zukünftigen König Heinrich IV. auf Schloss Montaigne. Aber auch zwischen Heinrich von Guise und dem noch herrschenden König Heinrich III. wurde er in dieser Aufgabe aktiv. Montaigne akzeptierte den Krieg in seinen politischen Funktionen, aber er hasste Gewalt und vor allem den Bürgerkrieg, den er nur rechtfertigen wollte, wenn alle Verhandlungsmöglichkeiten ausgeschöpft waren. In seinen letzten Lebensjahren schrieb er:

„Was Bürgerkriege bedrohlicher macht als andere Kriege, ist, dass jeder von uns im eigenen Haus Wache stehn muss…..Die Gegend, in der ich wohne, dient unseren Bürgerkriegen stets als erstes und letztes Schlachtfeld, nie zeigt sich der Friede bei uns in seiner reinen Gestalt…… Ich lasse den Orkan dieser Kriegswirren mich umbrausen, ja, kaure mich in ihn hinein – möge sein Wüten mich blenden, möge er mich mit einem blitzschnellen und unfühlbaren Schlag dahinraffen!...... Das Fieber unsrer Bürgerkriege hat einen Körper befallen, der vorher nur eine Spur gesünder war: Das Feuer schwelte schon, jetzt brechen die Flammen hervor.“

Sein politisches und moralisches Denken entwickelte sich – wie früher für Niccolò Machiavelli und später für Thomas Hobbes aus den traumatischen Erfahrungen des Bürgerkrieges, dessen Ende, besiegelt durch den Übertritt von Heinrich IV zum katholischen Glauben (25. Juli 1593:„Paris ist eine Messe wert“) er nicht mehr erlebt hat. Sechs Wochen nach dem Ende seiner zweiten Amtszeit als Bürgermeister, dem 31. Juli 1585, brach in Bordeaux die Pest aus. In der Zeit von Juni bis Dezember gab es etwa vierzehntausend Opfer.

### Letzte Jahre (1585–1592)
Nach dem Ende seiner Zeit als Bürgermeister im Spätsommer 1585 und der vorübergehenden Flucht vor der Pestepidemie setzte er sich wieder in seine Bibliothek im Schlossturm, um neue Lektüren, Erfahrungen und Erkenntnisse in den Essais zu verarbeiten, die er hierbei stark erweiterte und um einen dritten Band vermehrte.
Als er am 23. Januar 1588 nach Paris aufbrach, um die neue Fassung dort in Druck zu geben, wurde er unterwegs von adeligen Wegelagerern ausgeraubt, bekam das Manuskript jedoch von ihnen zurück. Er war in Begleitung von Odet seigneur de Matignon, comte de Thorigny (1559–1595), dem ältesten Sohn von Jacques de Goÿon de Matignon. In Paris am 20. Februar 1588 angekommen, geriet er dort in den Aufstand gegen Heinrich III., den am 12. Mai die Katholische Liga angezettelt hatte. Er wurde am 10. Juli 1588 in der Bastille eingekerkert, kam aber durch eine Intervention der Königinmutter Katharina von Medici nach wenigen Stunden wieder frei. Im Juni erschien die Neuausgabe der Essais im Druck. In diesem Jahr führte er auch eine ausgiebige Korrespondenz mit dem aus der Republik der Sieben Vereinigten Provinzen stammenden Staatstheoretiker, Philologen und Vertreter des Neostoizismus Justus Lipsius, der Montaigne den „französischen Thales“ nannte.

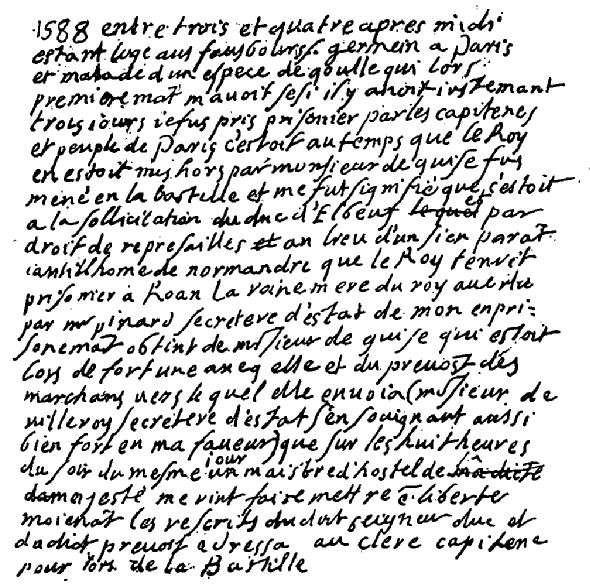
Brief aus der Bastille vom 10. Juli 1588

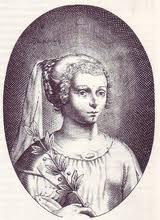
Marie de Gournay; Montaigne nannte sie seine fille d’alliance

Offenbar zur selben Zeit lernte er Marie de Gournay kennen, die ihm zu einer geistigen Ziehtochter wurde. Auf der Rückreise im Herbst nahm er als Gast an der Versammlung der Generalstände in Blois teil. In den nachfolgenden Jahren überarbeitete und vermehrte er unablässig weiter die Essais. Daneben reiste er mehrfach nach Paris zu Marie de Gournay, die so am Fortgang der Änderungen und Zusätze Anteil nehmen konnte. 1590 erlebte er die Heirat seiner einzigen ins Erwachsenenalter gelangten Tochter, und 1591 die Geburt einer Enkelin.
Montaigne verstarb plötzlich, während einer Messe in der Schlosskapelle, am 13. September 1592. Auslöser war nicht seine jahrzehntelange Nierensteinerkrankung. Er litt daneben möglicherweise unter der sogenannten „Halsbräune“, einer alten Bezeichnung für die Diphtherie, verstarb aber - wie eine Fachärztekonferenz 1996 in einer gemeinsamen Diagnose feststellte -an einem Schlaganfall. Sein Leichnam wurde am 1. Mai 1593 in die Kirche der Feuillanten in Bordeaux, église du couvent des Feuillants à Bordeaux, überführt.

## Werke
Pierre Villey teilt in seinen Les sources et l’évolution des Essais de Montaigne (1908) Montaignes intellektuelle und literarische Entwicklung in drei Phasen ein: Er formuliert die Hypothese, dass Montaigne in seiner Jugendzeit von den Ideen der Stoiker geleitet gewesen sei, dann, um die Jahre 1575 bis 1576 herum, eine „skeptische Krise“ durchlebte, um schließlich in eine Phase der Reifung einzutreten, die an die Einstellungen eines Epikureers erinnerten. Dennoch war Montaigne, als ein Eklektiker, kein expliziter Vertreter einer bestimmten philosophischen Schule.
Die Essais waren das erste bedeutende philosophische Werk in französischer Sprache, denn philosophische, vor allem aber theologische, moraltheologische und auch wissenschaftlich-medizinische Schriften wurden zu jener Zeit vorwiegend in lateinischer bzw. mittellateinischer Sprache verfasst.
Dennoch sind die Essais nicht Montaignes Erstlingswerk, sondern neben seiner Übersetzung des Sabundus-Textes waren es vor allem seine Briefe, allesamt in französischer Sprache, von denen er viele schon in seiner Zeit als Gerichtsrat in Bordeaux verfasst hatte. Diese wurden aber erst 1571 publiziert, als Anhang der Plutarch- und Xenophon-Übersetzungen seines früh verstorbenen Freundes Étienne de La Boétie.

### Übersetzung desBuchs der Geschöpfe
Montaigne ließ im Jahr 1569 in Paris den von ihm ins Französische übertragenen Text des von dem katalanischen Philosophen und Theologen Raimundus Sabundus geschriebenen lateinischen Werkes Liber creaturarum sive de homine (1436) (deutsch Das Buch der Geschöpfe) publizieren. Sein Vater Pierre Eyquem hatte ihn um das Jahr 1565 herum gebeten, den Text für ihn zu übersetzen, da er sich – sehr verständlich in Zeiten heftiger konfessioneller Streitigkeiten – offenbar für die These von Sabundus interessierte, wonach die sichtbare Welt, da von Gott geschaffen und der menschlichen Erkenntnis unmittelbar zugänglich, „als Buch einer göttlichen Mitteilung an uns zu lesen“ sei. Diese Übersetzung stellt gewissermaßen Montaignes erstes literarisches Schaffen dar. Sabundus vertrat eine eher rationale Theologie; anstatt auf Gott und die Bibel zurückzugreifen, gelte es, sich mit dem zu beschäftigen, was dem Menschen am nächsten steht, nämlich in sich selbst zurückzukehren, sich selbst zu erkennen. Obgleich Montaigne mit Sabundus’ Thesen nicht übereinstimmte, widmete er ihm unter dem Titel „Apologie des Raimundus Sabundus“ das zwölfte Kapitel im zweiten Band der Essais; es ist das insgesamt umfangreichste seines Werks. Hier bringt er seine Skepsis gegenüber der menschlichen Vernunft zum Ausdruck, die für ihn generell untauglich zur Erkenntnis sei. Gleichzeitig schreibt er vielen Tieren aufgrund ihrer Fähigkeit zu logischen Schlussfolgerungen und anderer Leistungen menschenähnliche Eigenschaften zu. In seiner theologischen Auffassung stand er dem Fideismus nahe, der dem Glauben absoluten Vorrang vor der Vernunft einräumt. Allerdings bewirkte die Auseinandersetzung mit dem Werk des Raimundus Sabundus bei Montaigne auch einen inneren Wandel, der „Züge eines Unglaubens zeigt.“

### Essais(1572–1592)

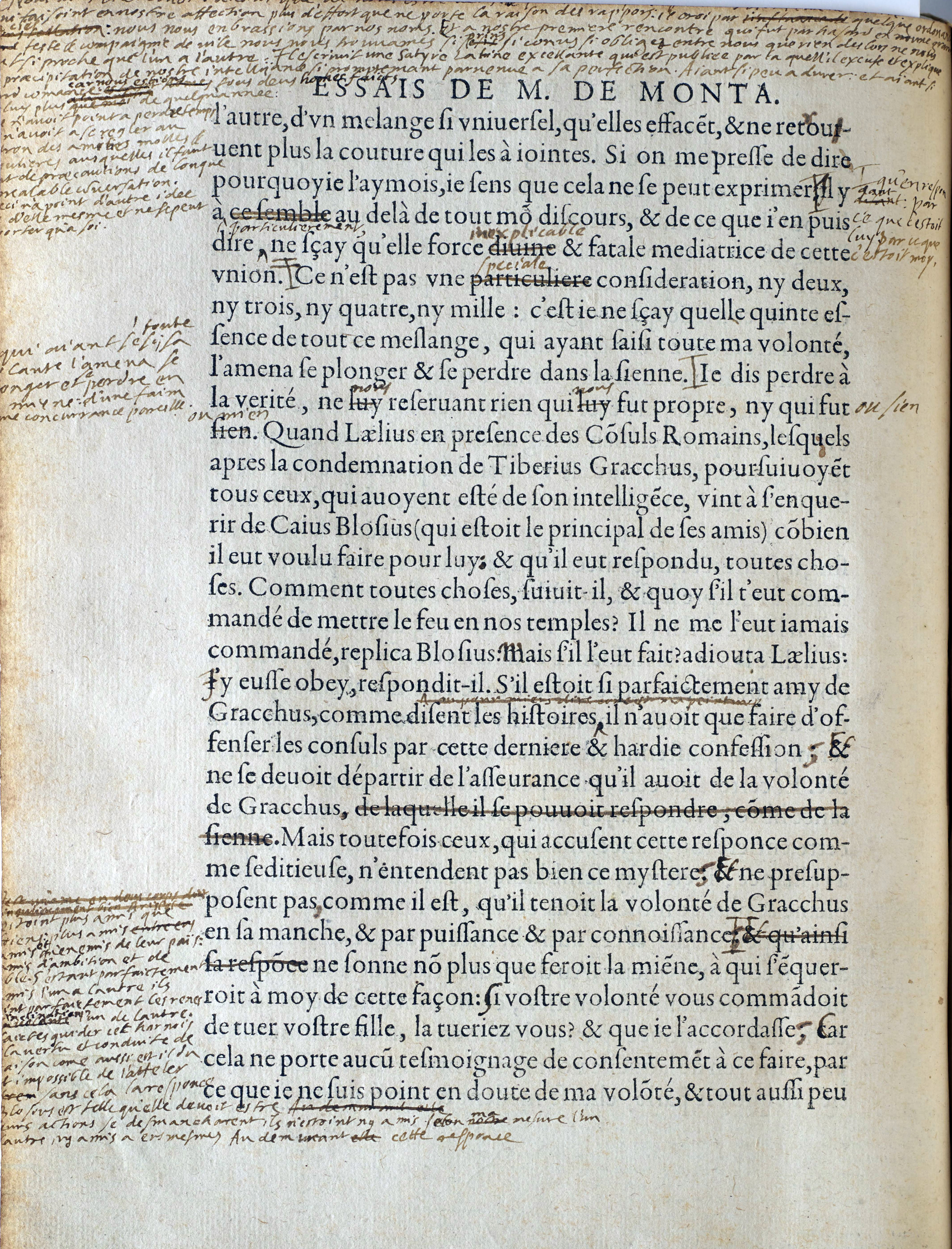
Das von Montaigne annotierte Exemplar der Essais, Bordeaux-Ausgabe

Mit seinem Hauptwerk, den Essais (von französisch essayer ‚versuchen‘), begründete Montaigne die literarische Form des Essays. Aber diese Form hatte Vorläufer, so war es Pedro Mexía, ein humanistischer Autor, dessen Hauptwerk Silva de varia lección  Montaigne inspirierte und das als Wegbereiter des Essays gilt.
Die Essais entstanden in den Jahren von 1572 bis zu seinem Tod im Jahr 1592. In zahlreichen Abschnitten beschreibt er unterschiedliche Objekte von ebenso unterschiedlichem Rang; diese reichen etwa von konfessionellen Streitfragen über die Medizin und Heilkunde zu grundlegenden Problemen menschlicher Erkenntnis. Themen wie das zwischenmenschliche Zusammenleben, Hexenprozesse und Aberglauben, aber auch Reiten und Pferde werden in kaleidoskopischer Vielfalt nebeneinander behandelt. Leitmotivische Gedanken ergeben sich erst auf den zweiten Blick. Die Essais verändern den Stil des bislang vorherrschenden Traktates. Montaigne verfolgt eine eklektische Behandlung seiner Themen. Angeregt durch antike Autoren und philosophische Schulen, etwa Lukrez und dessen De rerum natura, Cicero, die Epikureer, die Stoa und die Skeptiker, fügte er spontan wirkende, assoziative und volatile Einfälle zu anekdotischen Texten zusammen. Montaigne las die Schriften von Gaius Iulius Caesar um das Jahr 1578, Werke von Francisco López de Gómara in der Zeit zwischen 1584 und 1588, später Texte von Platon und Herodot. Fundamental für die skeptische Grundhaltung in seinen Essais war Montaignes Auseinandersetzung mit dem griechischen Arzt und Philosophen Sextus Empiricus, einem Vertreter des Pyrrhonismus, jener pyrrhonischen Skepsis, die auf Pyrrhon von Elis zurückgeht.
In Montaignes Schreiben lässt sich eine Entwicklung erkennen: Zunächst finden sich häufiger bekannte Textpassagen, loci communes, aus der klassischen Literatur. Diese werden von Schilderungen aus seiner persönlichen Erfahrungswelt abgelöst und münden letztlich ein in die conditio humana, die Ergründung des menschlichen Seins. Montaigne beschrieb sehr präzise seine inneren Empfindungen und soziale Begegnungen. Die Essais folgen dem „Bewusstseinsstrom“ des Autors in die verschiedensten Lebensbereiche. Skepsis gegenüber jeglichen Dogmen, stoische Geringschätzung von Äußerlichkeiten sowie Ablehnung menschlicher Überheblichkeit gegenüber anderen Naturgeschöpfen kennzeichnen die Essais, in denen sich der Autor mit Bereichen wie Literatur, Philosophie, Sittlichkeit, Erziehung und vielem anderem auseinandersetzt. Ihm ging es in erster Linie um den Wert konkreter Erfahrung und unabhängigen Urteilens als wichtigstem Bildungsziel. Darum beschäftigte er sich mit herausragenden antiken Philosophen und Literaten. Die am häufigsten vorkommenden Autoren waren Horaz, Plutarch, Martial, Catull, Lucan, Quintilian und vor allem Cicero, Lukrez, Seneca, Vergil, Properz, Platon, Ovid und Juvenal.

„Wie mein Geist mäandert, so auch mein Stil“

– diese Worte sind charakteristisch für die spielerische Offenheit seiner vielfältigen Abschweifungen sowie der Entwicklung seiner zu Papier gebrachten Gedanken. Seine Schriften sind so reichhaltig und flexibel, dass sie von nahezu jeder philosophischen Schule adaptiert werden könnten. Andererseits widersetzen sie sich noch heute so konsequent jeder konsistenten Interpretation, dass sie eben dadurch deren Grenzen aufzeigen.
Montaigne erweiterte und redigierte seine Essais zeitlebens. Die einzelnen Bände wurden in drei Etappen vollendet. 1579 schloss er Buch I der Essais ab und verfasste Buch II. Am 1. März 1580 wurden die ersten beiden Bände in Bordeaux bei Simon Milanges, einem imprimeur ordinaire du Roy verlegt. Beide Bände waren so erfolgreich, dass sie schon 1582 und nochmals 1587 leicht erweitert nachgedruckt wurden. Der dritte Band entstand zwischen 1586 und 1587. Die Ausgabe von 1588, die auch den Band III beinhaltet, ist als Bordeaux-Exemplar bekannt; sie wurde weiterhin von ihm ergänzt. In den letzten vier Lebensjahren erhielt er dabei Unterstützung von der jungen Adeligen Marie de Gournay. Eine Gesamtausgabe der Essais erschien posthum 1595 in Paris, herausgegeben von seiner Frau Françoise, seiner geistigen Adoptivtochter Marie de Gournay und Pierre de Brach. Grundlage hierfür war die Abschrift eines Manuskripts, die dem letzten Stand der Arbeit Montaignes zu entsprechen schien. Diese Ausgabe wurde immer wieder nachgedruckt. Grundlage der heutigen kritischen Editionen ist jedoch das später aufgefundene, weitere Änderungen enthaltende, Original, das „Exemplaire de Bordeaux“.

#### Montaignes Begriff der Wahrnehmung
Für Montaigne war die sinnliche Wahrnehmung ein höchst unzuverlässiger Akt, denn Menschen können unter falschen Wahrnehmungen, Illusionen, Halluzinationen leiden; man könne nicht einmal sicher sagen, ob man nicht träume. Der Mensch, der die Welt mit seinen Sinnen wahrnimmt, erhofft sich daraus Erkenntnis. Doch unterliegt er der Gefahr der Sinnestäuschung, auch seien die menschlichen Sinne nicht ausreichend, um das wahre Wesen der Dinge zu erfassen. Es sei die Erscheinung vom eigentlichen Sein zu trennen; das hält er für unmöglich, denn dafür benötige man ein Kriterium, als untrügliches Zeichen der Richtigkeit. Ein solches Kriterium wäre aber seinerseits nicht allein zuverlässig, so dass ein zweites Kontrollkriterium notwendig sei, das wiederum zu kontrollieren sei usw. bis ins Unendliche. Für Montaigne beruht die scheinbare Gewissheit der Sinneseindrücke ausschließlich auf subjektiven Empfindungen, das Ergebnis des Wahrgenommenen bleibt im Relativen. Mit Hilfe des Begriffs apparence (Erscheinung) schafft sich Montaigne einen Ausweg. Obwohl also der Mensch das Wesen der Dinge nicht erkennen kann, ist er doch in der Lage, sie in ihren stetig wechselnden Erscheinungen wahrzunehmen.

#### Montaignes Philosophie des Skeptizismus
Neben Francisco Sanches, einem siebzehn Jahre jüngeren entfernten Cousin, der ebenfalls am Collège de Guyenne studiert hatte, und seinem Freund und Schüler Pierre Charron gilt Montaigne als einer der Hauptvertreter des Skeptizismus in der späten Renaissance. Zugang zu Montaignes Skeptizismus bietet seine Schrift „Apologie de Raimond Sebond“, die in den Jahren 1575 bis 1580 entstand. (Essais II 12) Er war mit den Hauptwerken des antiken Skeptikers Sextus Empiricus und über diesen mit Pyrrhon von Elis gut vertraut. Montaigne verstand Sabundus' Schrift als Zusammenfassung der theologischen Position von Thomas von Aquin. Sein Essai über ihn war damit auch eine Auseinandersetzung mit der aktuellen Theologie seiner Zeit. Montaigne betont jedoch, dass dem Menschen eine natürliche Gotteserkenntnis versagt bleiben müsse; Sabundus' Beweise für eine natürliche Theologie können ihn nicht überzeugen. Auch hält er Atheismus für nicht vereinbar mit seinem Ziel, „Hochmut und Stolz des Menschen zuschanden zu machen und zu zertreten.“ Für Montaigne ist der Mensch nicht das Zentrum der Naturordnung. Im Gegenteil: Viele Tiere haben gegenüber dem Menschen eine Reihe von Vorteilen. „Das unglückseligste und gebrechlichste aller Geschöpfe ist der Mensch, gleichzeitig jedoch das hochmütigste.“ Für ihn ist der Mensch in seinem Drang nach Wissen und Weisheit verführt zur Sünde im christlichen Sinn. Unter Berufung auf die Bibel (Kol 2,8   und 1. Kor 1 ) forderte Montaigne einen bewussten Wissensverzicht.
Mit Hilfe der pyrrhonischen Skepsis kritisierte Montaigne die menschliche Erkenntnisfähigkeit: Wahrheit könne der Mensch nicht mit Gewissheit erkennen. Dies liege vor allem an der Unzuverlässigkeit der menschlichen Sinne. In gleicher Weise gäbe es kein allgemein gültiges Kriterium für rationale Urteile. Die skeptische Betrachtung aufgrund eigener Erfahrung der uns umgebenden Dinge, der uns umgebenden Menschen und von uns selbst, befreie unsere Vorstellungen von Täuschung, und man gelange nur so zu unabhängiger Erkenntnis. Damit sei das eigene Selbst das geeignetste Objekt zur Erlangung dieser Unabhängigkeit. Die Introspektion lasse uns über die Entdeckung des eigenen Wesens auch das der anderen Menschen verstehen.
Montaigne verstand seinen Skeptizismus jedoch nicht als destruktiv, sondern beschrieb bereits die Absichten Pyrrhons als eine positive Grundeinstellung. „Er [Pyrrhon] wollte sich keineswegs zum fühllosen Stein oder Klotz machen, sondern zu einem lebendigen Menschen, der hin und her überlegt und nachdenkt, der sämtliche natürlichen Annehmlichkeiten und Freuden genießt, der alle seine körperlichen und geistigen Fähigkeiten betätigt und sich ihrer auf rechtschaffene und wohlgeordnete Weise bedient. Dem eingebildeten und wahnhaften, vom Menschen zu Unrecht in Anspruch genommenen Vorrecht aber, die Wahrheit festzulegen, zu reglementieren und zu schulmeistern, hat Pyrrhon ehrlichen Herzens entsagt.“ Gerade in dieser Haltung sieht etwa Günter Abel einen Grundstein für ein modernes Toleranzdenken. Die skeptische Haltung ist Grundlage, um jede Form von Dogmatismus und Fanatismus kritisch abzulehnen und eine anspruchsvolle Ethik zu entwickeln. Ansätze einer den Skeptizismus transzendierenden ethischen Position innerhalb der Essais wurden verschiedentlich herausgearbeitet. Neben Skepsis und Toleranz eröffnet Montaignes Exemplarität, aus seiner vorher beschriebenen individuellen Introspektion heraus, eine undogmatische Verbindlichkeit.
Für Montaigne ist seine christliche Grundhaltung, die das Ziel verfolge, den menschlichen Geist zu bereinigen, mit der „skeptizistischen Methode“ vereinbar. Er verstand sie als ein Mittel, dem menschlichen Geist vermeintlich absolute Gewissheiten zu nehmen und ihn dadurch für die Gnade der göttlichen Offenbarung zu öffnen. Er bekannte sich zur römisch-katholischen Kirche, denn er war im katholischen Glauben aufgewachsen und erzogen worden. „Das, was ihm am Katholizismus gefällt, was er bewundert und predigt, ist die althergebrachte Ordnung“, also weniger die theologische Ordnung, als der gesellschaftliche Zusammenhalt. Er kämpfte deshalb für seinen Glauben in den Zeiten des reformatorischen Umbruchs. Offenbar räumte er den exponierten Anführern auf der katholischen Seite für ihr Tun ein sehr weitreichendes Verständnis ein und blieb dem katholischen Lager zeitlebens treu verbunden. Bekannt ist, dass sich zwei von Montaignes Geschwistern zum Calvinismus hingezogen fühlten. Wohl auch deshalb verfolgte Montaigne einen konfessionell versöhnlichen und ausgleichenden Weg, wie man etwa aus seiner Zeit als maire de Bordeaux nachvollziehen kann.

#### Montaigne und sein Verhältnis zum Sterben „Que philosopher c’est apprendre à mourir“
Platon ließ in seinem Dialog des Phaidon den Philosophen Sokrates bemerken, dass die Philosophen so nahe wie möglich am Gestorbensein leben sollten, und dass die Philosophie in diesem Sinne eine Vorbereitung auf den Tod sei. Sich auf ihn und Horaz berufend, beschäftigte sich Montaigne mit dem Sterben und dem Tod als Lebensziel. Schon im 20. Kapitel des Ersten Buches der Essais „Philosophieren heißt sterben lernen“, das er mit etwa 45 Jahren schrieb, heißt es:

„Die Natur selbst reicht uns die Hand und macht uns Mut. Ist es ein schneller und gewaltsamer Tod, bleibt gar keine Zeit, uns vor ihm zu fürchten; ist es ein andrer, so merke ich, dass mich im gleichen Maße, wie ich in die Krankheit versinke, eine gewisse Geringschätzung des Lebens überkommt.“

Dort empfiehlt er auch, so früh wie möglich über den eigenen Tod nicht nur nachzudenken, sondern auch mit anderen zu sprechen und letztwillige Verfügungen zu erarbeiten. Im letzten Kapitel des Dritten Buches „Über die Erfahrung“, das kurz vor seinem Tod entstanden ist, finden sich hin und wieder ironische Bemerkungen über Ärzte, aber weit mehr über die Lebensfreude, die sich auch an geringfügigen Annehmlichkeiten entzünden lässt.
Vor allem unter dem Einfluss von Lukrez und dessen De rerum natura entwickelte er seine Vorstellung von einem bejahten Leben und einem Tod in Würde. Der reflektierende Zeitgenosse, für den sich Montaigne selbst als exemplarisch in seinen Essais einsetzt, sollte sich immer bewusst machen, dass er sterblich und sein Leben begrenzt ist. Daher sei es wichtig, diese kurze Lebenszeit nicht mit nebensächlichem Handeln zu vertun. Sein Verhältnis zum Tod ist Teil seiner Reflexionen zur Lebenskunst. Ein zufriedenes und glückliches Leben baute für Montaigne auf den Bereich auf, den die antike Medizin und insbesondere Galenos mit der Vorstellung der sex res non naturales umschrieben hatte. Montaignes Todesreflexionen könnten durch einen schweren Reitunfall inspiriert worden sein. In seinem Essay „Über das Üben“ berichtet er – selbst ein passionierter Reiter – von einem Sturz vom Pferd, nach dem er bewusstlos war und für längere Zeit nicht mehr aktiv bzw. intensiv mit seiner Umgebung kommunizieren konnte. Bemerkenswert daraus war für ihn vor allem die neue Erfahrung: « Qui apprendroit les hommes à mourir, leur apprendroit à vivre » (deutsch: „Wer die Menschen sterben lehrt, lehrt sie leben“).

## Rezeption
René Descartes bezieht sich in seinen Discours de la méthode (1637) des Öfteren auf Montaigne, den er aber nur einmal namentlich erwähnt. Schon in einigen späten Dramen Shakespeares, vor allem in Der Sturm, ist der Einfluss von Montaignes Gedanken unverkennbar.
Um das Jahr 1655 führte Blaise Pascal im Kloster Port Royal des Champs Gespräche mit seinem Beichtvater Louis-Isaac Lemaistre de Sacy (1613–1684); hieraus entstand der Entretien avec M. de Saci sur Épictète et Montaigne (1655), in dem er zwischen den beiden Polen, Montaignes Skepsis und der stoischen Ethik des Epiktet, eine Skizze seiner Anthropologie entwarf. In den Pensées setzte er sich mit Montaignes Schriften auseinander; dabei orientierte Pascal sich nicht nur an Montaignes Schreibstil, sondern er übernahm auch viele Zitate aus den Essais.
Am 28. Januar 1676 wurden die Essais unter Papst Clemens X. auf den Index Librorum Prohibitorum gesetzt. Einer der Beanstandungspunkte der Congregatio Sancti Officii war, dass sich Montaigne dort positiv über Niccolò Machiavelli und dessen Discorsi sopra la prima deca di Tito Livio (1519) äußert. Diese Indizierung wurde erst von Papst Pius IX. am 27. Mai 1854 wieder aufgehoben.
Die vorurteilsfreie Menschenbetrachtung Montaignes und sein liberales Denken leiteten die Tradition der französischen Moralisten und der Aufklärung ein und beeinflussten weltweit zahlreiche Philosophen und Schriftsteller, unter ihnen Voltaire und auch Friedrich Nietzsche, der schrieb:

„Daß ein solcher Mensch geschrieben hat, dadurch ist wahrlich die Lust auf dieser Erde zu leben vermehrt worden. Mir wenigstens geht es seit dem Bekanntwerden mit dieser freiesten und kräftigsten Seele so, daß ich sagen muß, was er von Plutarch sagt: ‚Kaum habe ich einen Blick auf ihn geworfen, so ist mir ein Bein oder ein Flügel gewachsen.‘ Mit ihm würde ich es halten, wenn die Aufgabe gestellt wäre, es sich auf der Erde heimisch zu machen.“

Montaignes literarisches Schaffen fiel in die Zeit der in acht Phasen zwischen 1562 und 1598 ausgefochtenen französischen Religionskriege. Die Unruhen waren Folge eines schwachen Königtums und von religiösem Fanatismus, die intensive Gewalterfahrung für Generationen zum Alltag machten, was Montaignes grundlegende Skepsis verstärkt haben mag. Egon Friedell schrieb:

„[…] der Mensch, an der Hand Montaignes auf sich selbst gelenkt, auf die liebevolle und rücksichtslose Erforschung seiner Besonderheiten und Idiotismen, Irrationalismen und Paradoxien, Zweideutigkeiten und Hintergründe, muss notwendigerweise zum Skeptiker werden, indem er erkennt, dass er sich nicht auskennt.“

John Florio gab 1603 die erste Übersetzung der Essais in eine Fremdsprache, nämlich Englisch, heraus und begründete damit eine in England florierende literarische Gattung. Vermutlich beruht darauf im deutschsprachigen Raum die Schreibung „Essay“. Eine frühe spanische Übertragung des ersten Bandes der Essais, stammte von Francisco de Quevedo.

## Montaigne und seine Epoche

Das Königreich Frankreich und die entsprechenden Herrschaftsbereiche um das Jahre 1477.

### Ereignisse in der Gascogne zur Zeit Montaignes und ihre Folgen für Bordeaux
Die Schlacht bei Castillon am 17. Juli 1453 stellte die entscheidende Auseinandersetzung mit Heinrich VI. von England zugunsten von Karl VII. König von Frankreich am Ende des Hundertjährigen Krieges dar. Das Gebiet der Gascogne mit ihrem Zentrum Bordeaux kam nun aus englischem Einflussbereich wieder unter französische Herrschaft. Am 12. Oktober 1453 war das Gebiet vollständig von Frankreich zurückerobert. Für die politisch weitgehend eigenständigen Gascogner bedeutete der französische Sieg allerdings eher eine kulturelle und wirtschaftliche Okkupation. Man hatte seine eigene Sprache, das Gaskognische, eine Unterart des Okzitanischen. Die Rückkehr nach Frankreich wurde daher in der Region um Bordeaux mit ihren zahlreichen erfolgreichen Kaufleuten keineswegs begrüßt, da die traditionellen Absatzmärkte in England fortfielen. Frankreich sicherte sich seine militärische und politische Präsenz durch den Bau zweier Zwingburgen in Bordeaux, des Schlosses Trompette und des Forts Louis.
Unter König Karl V. war eine Salzsteuer (gabelle) als indirekte Steuer in Teilen Frankreichs eingeführt worden. Der Südwesten Frankreichs, bis zur Inthronisation von Heinrich II. im Jahr 1547 davon befreit, sollte nun verstärkt damit belastet werden. Die Salzsteuer war bei der Bevölkerung verhasst, da sie vor allem die Grundnahrungsmittel verteuerte. Vor allem die armen Bevölkerungsschichten waren dadurch belastet, da ihnen oft auch noch eine Taille aufgebürdet wurde. Im Jahre 1548 kam es deshalb in der Region Guyenne zu einer Revolte gegen die gabelle. In den Dörfern Angoumois und Lorignac wurden die Steuereintreiber, gabeleurs, von den verärgerten Bauern verjagt. Der Aufruhr breitete sich über die gesamte Guyenne aus. Vom 17. bis zum 22. August 1548 kam es in Bordeaux zu einem Volksaufstand. Ein hoher Militär, lieutenant-général en Guyenne Tristan de Moneins, wurde ermordet. Im Oktober 1548 veranlasste der König unter dem Kommando von Anne de Montmorency, Connétable de France eine Strafexpedition mit anschließender, drei Monate dauernder Schreckensherrschaft. Die Folgen für Bordeaux und für die Guyenne waren einschneidend: Die Stadt verlor ihre Autonomie, das Parlement wurde aufgelöst, Beamte aus anderen Teilen Frankreichs übernahmen die öffentliche Verwaltung und es wurden militärische Einrichtungen und Material beschlagnahmt. Für die Kosten der Besatzung durch die königlichen Truppen mussten die Bürger aufkommen. Im Jahre 1549 brach dann auch noch die Pest aus. Erst Pierre Eyquem de Montaigne, Vater von Michel de Montaigne, erreichte im Jahr 1554 als Bürgermeister von Bordeaux mit diplomatischem Geschick bei Heinrich II., auch unter Zuhilfenahme von circa zwanzig großen Fässern, tonneaux, Bordeauxweins, die Rückgabe der verlorenen wichtigen Stadtrechte.

### Frankreich zur Zeit der Religionskriege
Montaignes Geburt und Jugendzeit fällt in die Zeit der Regentschaft von Franz I. Dieser stammte aus dem Haus Valois und regierte die französische Monarchie von 1515 bis 1547. Während seiner Regentschaft schuf er die Grundlage für den französischen Absolutismus, indem er die Zentralisierung der Macht in Paris vorantrieb und die Macht der Vasallen der Krone brach. Auch die Schaffung und Bündelung neuer Finanzinstitutionen standen für diese Politik. Franz schaffte veraltete Privilegien ab und setzt sich über andere hinweg, um seine direkte Kontrolle über das Königreich zu stärken. Seine fortgesetzten Kriege, vor allem gegen Italien, und seine zahlreichen Bauvorhaben belasteten die Staatskasse. In deren Folge mussten Steuern wie die gabelle erhöht werden. In den Hugenottenkriegen von 1562 bis 1598 ging es nur scheinbar um die richtige Glaubenszugehörigkeit. Der französische Adel kämpfte vielmehr um seine Privilegien und Handlungsfreiräume, vor allem gegen die zentralistische Monarchie.

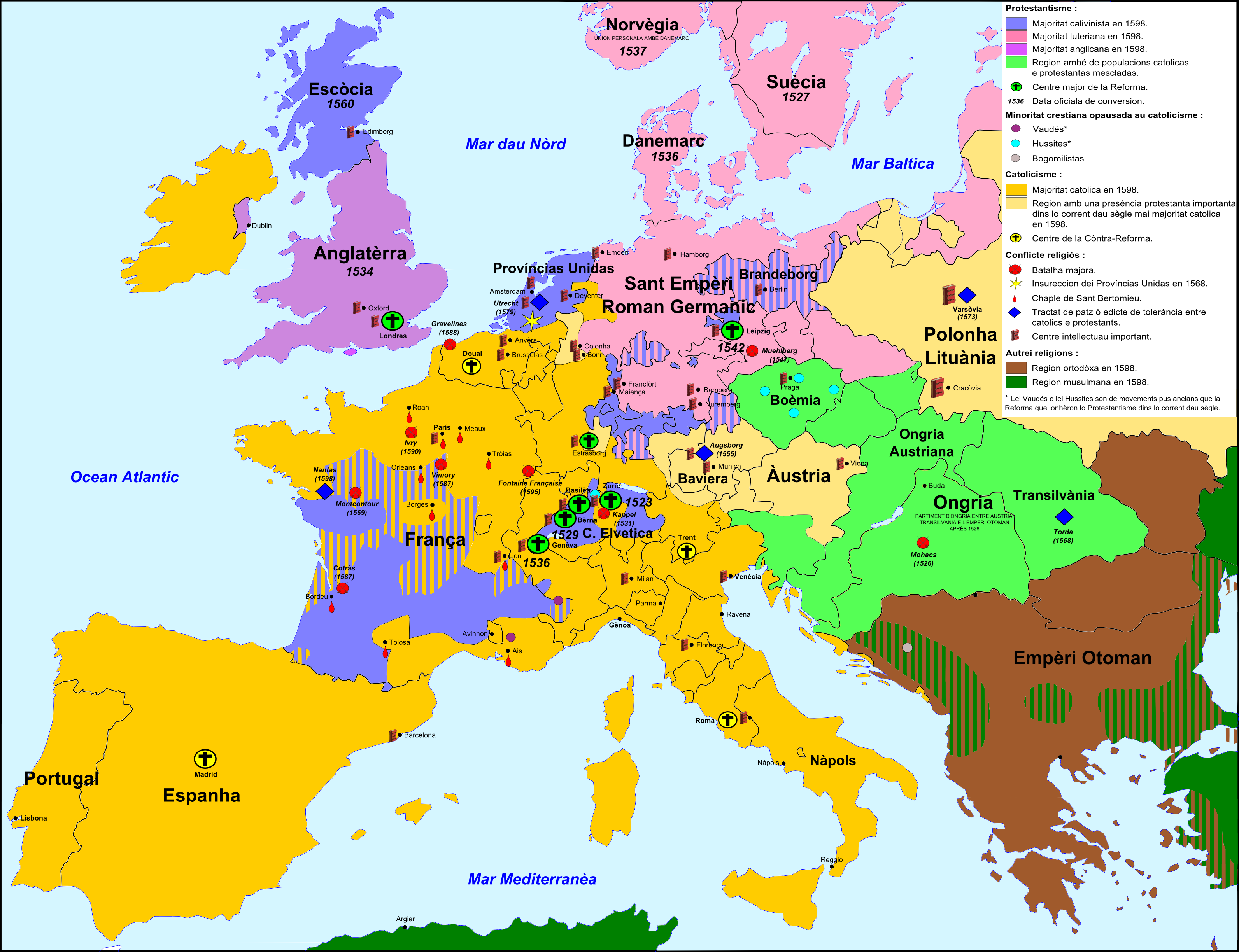
Herrschaftsbereiche und deren religiöse Orientierung in Europa am Ende des 16. Jahrhunderts.

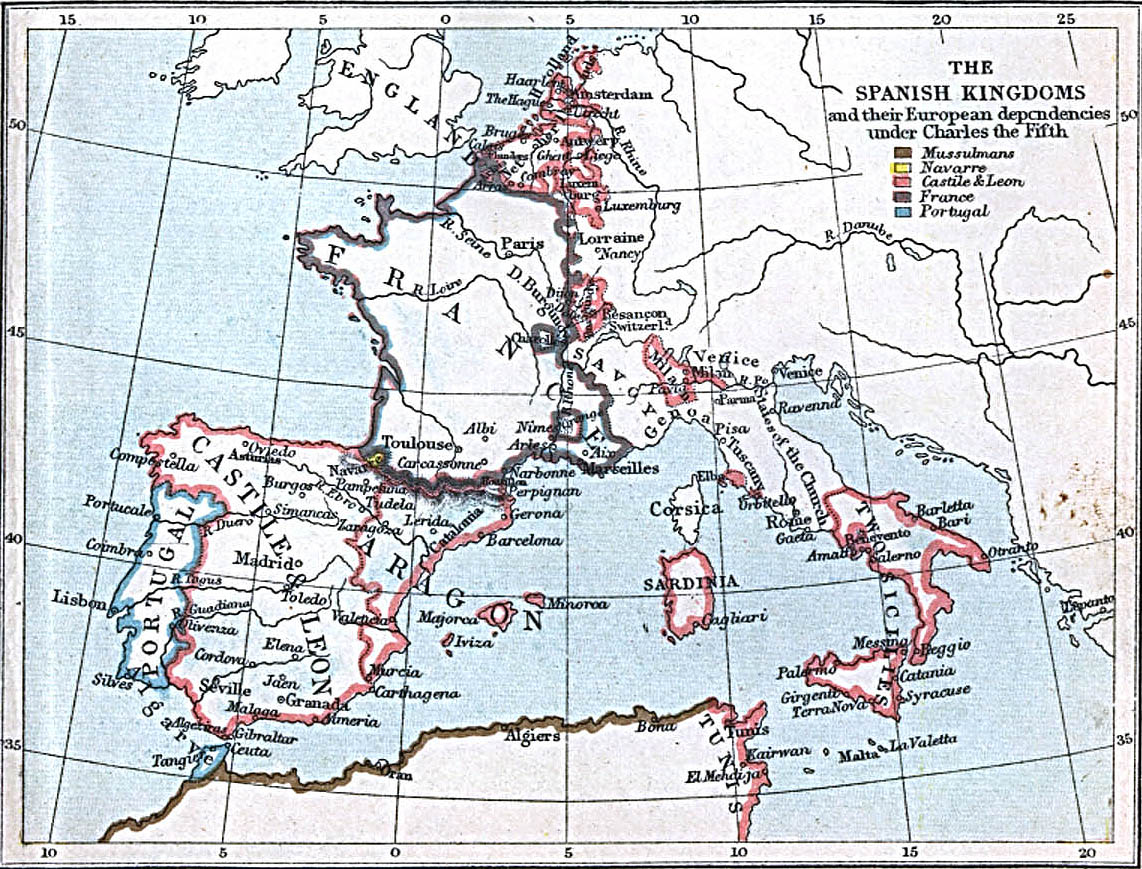
Herrschaftsgebiete – im Westen und Südwesten Europas um 1519–1556 – unter Carlos I. König von Spanien von 1516 bis 1556 und Heinrich II. König von Frankreich von 1547 bis 1559; einschließlich das Königreich Navarra, in gelber Farbe unterlegt

Im europäischen Rahmen galt es neue Koalitionspartner zu finden, um dem starken habsburgischen Spanien Philipps II. auf Augenhöhe begegnen zu können. Während der Herrschaft Heinrichs II. hatten in Frankreich die calvinistischen Protestanten eine zunehmende Anhängerschaft unter den Adeligen gewonnen. Nach seinem Tod im Jahr 1559 verfiel das Reich unter seinen drei als Könige aufeinander folgenden Söhnen Franz II., Karl IX. und Heinrich III. – die alle mehr oder weniger stark unter dem Einfluss ihrer Mutter Katharina von Medici (Caterina de` Medici) standen – in eine mehr als vierzigjährige Periode dynastischer Instabilität und religiöser Auseinandersetzungen. Katharina gewährte den Hugenotten im Jahr 1562 die Freiheit des Gottesdienstes (Edikt von Saint-Germain-en-Laye (1562) außerhalb der Städte, um ihre eigene Stellung gegenüber den Herzögen von Guise zu festigen. Die Entwicklung eskalierte in dem Blutbad von Wassy (Niedermetzelung der Hugenottengemeinde) zum Ersten Hugenottenkrieg, aus dem die Hugenotten gestärkt hervorgingen. Der konfessionelle Konflikt beruhte auch auf der Konkurrenz zwischen dem Haus Valois und dem Haus Guise. Damit herrschte sechsunddreißig Jahre lang Bürgerkrieg in Frankreich, unterbrochen nur durch instabile Friedensverträge mit mehr oder weniger großen Zugeständnissen an die Calvinisten.
Zu Beginn des Konfliktes waren der französische Admiral Gaspard II. de Coligny, seigneur de Châtillon und Louis I. de Bourbon, prince de Condé die Führungspersönlichkeiten bei den Hugenotten. Aufgrund seiner Heirat mit der katholischen Prinzessin Margarete von Valois am 18. August 1571 – sechs Tage vor der Bartholomäusnacht – fiel diese Rolle zeitweise Heinrich IV. von Navarra aus dem Haus Bourbon zu. Das katholische Königtum mit Heinrich III., Heinrich von Guise und Katharina von Medici versuchte der Ausbreitung des calvinistischen Glaubens gegenzusteuern. Mit seinem Übertritt zum Katholizismus setzte sich Heinrich von Navarra endgültig in der Thronfolge durch. Als König lenkte er das von den Bürgerkriegen zerrüttete Land wieder hin zu einem Einheitsstaat. Das Edikt von Nantes, das den französischen Reformierten die freie Religionsausübung zusicherte, war einer der maßgeblichen Erlasse seiner Regierungszeit. Außenpolitisch positionierte er das Land wieder als ernstzunehmende Großmacht und nahm den Kampf um die Vorherrschaft in Europa gegen das Haus Habsburg wieder auf.

## Ehrungen und museale Ausstellungen
Die Universität Michel de Montaigne Bordeaux III wurde nach ihm benannt. Der Montaigne-Preis der Alfred-Toepfer-Stiftung F.V.S. aus Hamburg wurde von 1968 bis 2006 alljährlich durch die Eberhard Karls Universität Tübingen vergeben; er würdigte bedeutende kulturelle Beiträge aus dem romanischen Sprachraum.

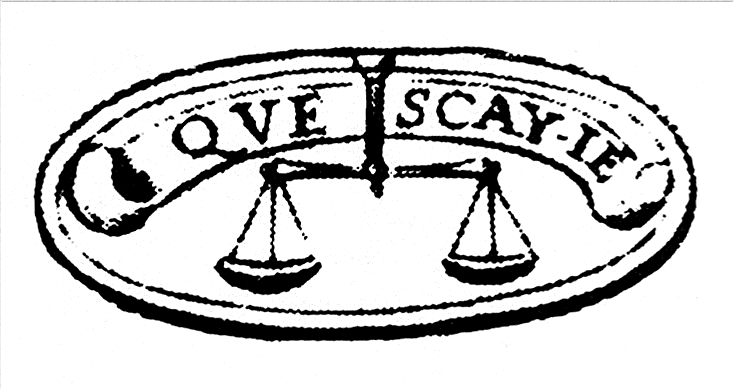
Vignette mit Montaignes Wahlspruch „Was weiß ich?“ in Mittelfranzösisch: Que scay-je

Das Schlösschen Montaigne wurde im Jahr 1885 durch einen Brand zum größten Teil zerstört und daraufhin in einer Stilmischung zwischen mittelalterlich und Neo-Renaissance wiederaufgebaut. Nur der Turm, in dem sich Montaignes Bibliothek und Arbeitszimmer befand, ist im ursprünglichen Zustand des 16. Jahrhunderts erhalten geblieben und kann besichtigt werden.

## Werke

### Französisches Original
- Les Essais de messire Michel, seigneur de Montaigne. Erster und zweiter Band 1580, dritter Band 1588.
- Journal du voyage de Michel Montaigne en Italie, par la Suisse et l’Allemagne. 1774.
- Montaigne: Œuvres complètes. Textes établis par Albert Thibaudet et Maurice Rat. Paris, Éditions Gallimard 1962.

### Deutsche Übersetzungen
Vollständige Übersetzungen:
- Michaels Herrn von Montagne Versuche: nebst des Verfassers Leben. Nach der neuesten Ausgabe des Herrn Peter Coste [Pierre Coste, 1697–1751] ins Deutsche übersetzt von Johann Daniel Tietz. 3 Bände, Leipzig 1753–1754. (Satzfaksimilierter Nachdruck: Diogenes, Zürich 1991–1992, ISBN 3-257-01921-1)
  - Einbändige Neuausgabe: Zweitausendeins, Frankfurt am Main 2010, ISBN 978-3-86150-963-9.
- Reisen durch die Schweiz, Deutschland und Italien. In den Jahren 1580 und 1581. Johann Christian Hendel, Halle 1777, (online).
- Gedanken und Meinungen über allerley Gegenstände. Ins Deutsche übersetzt [von Johann Joachim Christoph Bode]. 6 Bände + Registerband (1799), Berlin 1793–1795 (online), Nachdruck Wien 1797 (online).
- Michel de Montaigne: Gesammelte Schriften. Historisch-kritische Ausgabe, mit Einleitungen und Anmerkungen unter Zugrundelegung der Übertragung von Johann Joachim (Christoph) Bode. Hrsg. von Otto Flake und Wilhelm Weigand. Bände 1–8. G. Müller, München; Leipzig 1908–1911.
- Essais. Erste moderne Gesamtübersetzung von Hans Stilett. (Die Andere Bibliothek, Sonderband). Eichborn Verlag, Frankfurt am Main 1998, ISBN 3-8218-4472-8. (Taschenbuchausgabe: Goldmann-TB 72577, München 2000, ISBN 3-442-72577-1)
- Tagebuch der Reise nach Italien, über die Schweiz und Deutschland von 1580 bis 1581. Übersetzt, herausgegeben und mit einem Essay versehen von Hans Stilett. Frankfurt am Main 2002, ISBN 3-8218-0725-3.

Ausgewählte Essais:
- Waldemar Dyhrenfurth: Essays. 2 Bände, Trewendt, Breslau 1896–1898. (20+19 Kapitel)
- Essais. Auswahl und Übersetzung von Herbert Lüthy. Zürich 2000, ISBN 3-7175-1290-0 (revidierter Nachdruck der Ausgabe Leipzig 1953).
- Die Essais. Ausgewählt, übertragen und eingeleitet von Arthur Franz. Stuttgart 1980, ISBN 3-15-008308-7.
- Mathias Greffrath (Hrsg.): Vom Schaukeln der Dinge: Montaignes Versuche; ein Lesebuch. Verlag Klaus Wagenbach, Berlin 1984, ISBN 3-8031-2110-8.
- Über die Freundschaft. In: Klaus-Dieter Eichler (Hrsg.): Philosophie der Freundschaft. Übers. Hans Stilett. Reclam, Leipzig 1999, ISBN 3-379-01669-1, S. 83–97.
- Von der Kunst, das Leben zu lieben. Übersetzt, ausgewählt und herausgegeben von Hans Stilett. Eichborn, Frankfurt am Main 2009, ISBN 978-3-8218-5766-4.

### Biographien
- Album Montaigne. Iconographie choisie et annotée par Jean Lacouture. Bibliothèque de la Pléiade. Éditions Gallimard, 2007, ISBN 978-2-07-011829-8.
- Javier Mina Astiz: Montaigne y la bola del mundo. Ensayo Editorial Berenice, Córdoba 2013, ISBN 978-84-15441-27-4.
- Sarah Bakewell: Wie soll ich leben? oder Das Leben Montaignes in einer Frage und zwanzig Antworten. Übersetzt von Rita Seuß. C.H. Beck, München 2012, ISBN 978-3-406-63969-2.
- Philippe Desan: Montaigne. Une biographie politique. Odile Jacob, Paris 2014, ISBN 978-2-7381-3067-9.
- Edward Dowden: Montaigne. Lippincott, Philadelphia 1906 (Digitalisat im Internet Archive).
- Kurt Fricke, Christoph Werner: Michel de Montaigne. Philosoph der Lebenskunst (= Philosophie für unterwegs. Band 24). Mitteldeutscher Verlag, Halle (Saale) 2025, ISBN 978-3-96311-941-5.
- Hugo Friedrich: Montaigne. Nachwort Frank-Rutger Hausmann. 3. Auflage. Francke, Tübingen 1993, ISBN 3-7720-0348-6.
- Jean Lacouture: Michel de Montaigne. Ein Leben zwischen Politik und Philosophie. Campus, Frankfurt am Main 1998, ISBN 3-593-36025-X.
- Madeleine Lazard: Michel de Montaigne. Fayard, Paris 1992, ISBN 2-213-02949-0.
- Pierre Leschemelle: Montaigne ou Le mal à l'âme. Éditions Imago, Paris 1991, ISBN 2-902702-67-1.
- Uwe Schultz: Michel de Montaigne. (= Rowohlts Monographien. 442). Rowohlt, Reinbek 1989, ISBN 3-499-50442-1.
- Wilhelm Wiegand: Michel de Montaigne. Diogenes, Zürich 1985, ISBN 3-257-21283-6.
- Collectif: Montaigne. Éditions Slatkine, Paris/Genéve 2002 (Vorschau bei Google Bücher).
- Volker Reinhardt: Montaigne. Philosophie in Zeiten des Krieges. Eine Biographie. C.H. Beck, München 2023. ISBN 978-3-406-79741-5.

### Sekundärliteratur
- Günter Abel: Zur philosophischen Aktualität Montaignes. in: Allgemeine Zeitschrift für Philosophie 18/2, 1993, S. 1–20.
- Hans Peter Balmer: Montaigne und die Kunst der Frage. Grundzüge der „Essais“. Francke, Tübingen 2008, ISBN 978-3-7720-8261-0.
- Hans Peter Balmer: Neuzeitliche Sokratik. Michel de Montaignes essayistisches Philosophieren. Monsenstein & Vannerdat, Münster 2016, ISBN 978-3-95925-034-4 (Open-Access-Version).
- Wilhelm Berges: „Ich halte mich abseits!“ Montaignes Rückzug aus dem öffentlichen Leben. In: Anita Mächler u. a. (Hrsg.): Historische Studien zu Politik, Verfassung und Gesellschaft. Festschrift Richard Dietrich zum 65. Geburtstag. Peter Lang, Frankfurt 1976, ISBN 3-261-01795-3, S. 70–81.
- Charlotte Bretschneider: Montaignes exemplarische Ethik. Auf dem Weg zur Konzeption des souveränen Individuums. Fink, Paderborn 2015.
- Peter Burke: Montaigne zur Einführung. (= Zur Einführung. Band 292). 3., überarbeitete Auflage. Junius, Hamburg 2004, ISBN 3-88506-392-1.
- Guillaume Cazeaux: Montaigne et la coutume. Mimésis, Mailand 2015, ISBN 978-88-6976-004-4.
- Antoine Compagnon: Ein Sommer mit Montaigne. Ullstein, Berlin 2013, ISBN 978-3-550-08071-5.
- Jacques Chaban-Delmas: Montaigne. Lafon, Paris 1992, ISBN 2-908652-03-X.
- Nikolaus Egel: Montaigne. Bilder einer fließenden Welt. Zur Lebenswelt und den Essais Michel de Montaignes. Königshausen & Neumann, Würzburg 2017, ISBN 978-3-8260-6177-6.
- Biancamaria Fontana: Montaigne’s Politics. Princeton University Press, 2008 (Textauszug: Introduction, S. 1–25, online).
- Jean Firges: Michel de Montaigne. Das Glück dieser Welt. Skeptischer Humanismus im 16. Jahrhundert (= Exemplarische Reihe Literatur und Philosophie. Band 7). Sonnenberg, Annweiler 2001, ISBN 3-933264-14-6.
- Mathias Greffrath: Montaigne. Ein Panorama. Reprint. Eichborn, Frankfurt 1993, ISBN 3-8218-4432-9.
- Martin Gessmann: Montaigne und die Moderne. Zu den philosophischen Grundlagen einer Epochenwende. Felix Meiner, Hamburg 1997, ISBN 3-7873-1339-7.
- Max Horkheimer: Montaigne und die Funktion der Skepsis. In: Zeitschrift für Sozialforschung. Bd. 7, 1938 (wieder in Sammelausgaben 1971, 1990 bei Fischer TB).
- Michel Jeanneret: Perpetuum mobile: métamorphoses des corps et des œuvres de Vinci à Montaigne, Macula, Paris, 1997.
- Daniel Keel (Hrsg.): Über Montaigne (= Diogenes-Taschenbuch. Band 22516). Diogenes, Zürich 1992, ISBN 3-257-22516-4.
- Pierre Leschemelle: Montaigne, le badin de la farce. Éditions Imago, Paris 1995, ISBN 2-902702-93-0.
- Deborah N. Losse: Montaigne and Brief Narrative Form: Shaping the Essay. Palgrave Macmillan, Houndmills 2013, ISBN 978-1-137-32083-4.
- Ian Maclean: Montaigne als Philosoph. Wilhelm Fink, München 1998, ISBN 3-7705-3243-0.
- Marlene Meding: Sein-Selbst-Ich bei Michel de Montaigne. Helenos, Salzkotten 2015, ISBN 978-3-945691-01-4.
- Ralf Nestmeyer: Französische Dichter und ihre Häuser (= Insel TB. Band 3093). Insel, Frankfurt 2005, ISBN 3-458-34793-3.
- Werner Raupp: Michel de Montaigne. In: Biographisch-Bibliographisches Kirchenlexikon (BBKL). Band 14, Bautz, Herzberg 1998, ISBN 3-88309-073-5, Sp. 1272–1283 (Artikel/Artikelanfang im Internet-Archive).
- Christian Schärf: Geschichte des Essays. Von Montaigne bis Adorno (= Sammlung Vandenhoeck). Vandenhoeck & Ruprecht, Göttingen 1999, ISBN 3-525-01224-1.
- Jerome B. Schneewind: Montaigne on moral philosophy and the good life. In: Ullrich Langer (Hrsg.): The Cambridge Companion to Montaigne. Cambridge University Press, Cambridge, New York 2005, S. 207–228.
- Jean Starobinski: Montaigne und La Boétie. „Brouillars et papiers espars.“ (Kritzeleien und verstreute Papiere). In: Lucien Dällenbach, Christiaan L. Hart Nibbrig (Hrsg.): Fragment und Totalität. Suhrkamp, Frankfurt 1984, ISBN 3-518-11107-8, S. 141–159.
- Jean Starobinski: Montaigne. Denken und Existenz (= Fischer-Wissenschaft. Band 7411). Fischer TB, Frankfurt 1989, ISBN 3-596-27411-7.
- Hans Stilett: Von der Lust, auf dieser Erde zu leben. Wanderungen durch Montaignes Welten. Eichborn, Frankfurt 2008, ISBN 978-3-8218-5842-5.
- Malcolm Smith: Montaigne and Religious Freedom: The Dawn of Pluralism. Librairie Droz, Genève 1991, ISBN 2-600-03918-X.
- Karin Westerwelle: Montaigne. Die Imagination und die Kunst des Essays. Fink, München 2002, ISBN 3-7705-3580-4.
- Christoph Wurm: Bekenntnisse eines Muttersprachlers – Michel de Montaigne und die alten Sprachen. In: Forum Classicum. Bd. 4, 2010, ISSN 1432-7511, S. 275–278.
- Markus Wild: Michel de Montaigne und die anthropologische Differenz. (Memento vom 12. Oktober 2012 im Internet Archive) S. 1–19. (PDF; 151 kB)
- Stefan Zweig: Montaigne. Fragment (= Fischer TB. Band 12726). Fischer TB, Frankfurt 1995, ISBN 3-596-12726-2 (auch in ders.: Europäisches Erbe. Denker-Biographien, Fischer 1960, TB 1981, 6., erweiterte Auflage 1994). Online auf Gutenberg

### Wissenschaftliche Arbeiten
- Hans Peter Balmer: Neuzeitliche Sokratik. Michel de Montaignes essayistisches Philosophieren. Universitätsbibliothek der Ludwig-Maximilians-Universität, München 2016, ISBN 978-3-95925-035-1 (Volltext  Auf: epub.ub.uni-muenchen.de)
- Isabel Bulitta: Chemins battus – ausgetretene Pfade? Suche nach der essence und die Rolle „geborgter Wahrheit“ in Montaignes Essais (= Studia litteraria. Bd. 13). Zugleich: Doktordissertation Universität München 2007, Gottfried Egert Verlag, Wilhelmsfeld 2008, ISBN 978-3-936496-24-6.
- Nikolaus Andreas Egel: Montaigne. Die Vielheit der Welt im Spiegel des Selbst. Magisterarbeit. Ludwig-Maximilians-Universität München, 2008 (PDF; 644 kB).
- Ulrich Ritter: Montaignes Skeptizismus und dramatisierte Skepsis bei Shakespeare. Ruhr-Universität, Bochum 2004 (PDF; 809 kB).
- Julia Caroline Robson: The Dialectic of Self and Other in Montaigne, Proust and Woolf. University of Warwick, Department of English and Comparative Literary Studies, 2000 (PDF; 19,9 MB).
- Hans Adolf Stiehl: Länderbilder. Imagologische Fallstudie zu Montaigne. CMZ, Rheinbach-Merzbach 1990, ISBN 3-922584-86-1 (zugleich Dissertation, Universität Bonn).
- Hermann Wiedemann: Montaigne und andere Reisende der Renaissance. Drei Reisetagebücher im Vergleich: das „Itinerario“ von de Beatis, das „Journal de voyage“ von Montaigne und die „Crudities“ von Thomas Coryate (= Grenzüberschreitungen – Studien zur europäischen Moderne. Band 9). WVT, Trier 1999, ISBN 3-88476-343-1.

### Medien
- War of Thrones - Krieg der Könige, mehrteilige Dokumentationen über die Zeit der Renaissance und der Glaubenskriege ab Staffel 1, Folge 3 bis Staffel 2, Folge 6 von Vanessa Pontet, Christoph Holt und Alain Brunard ( auf zdf.de)
- ARTE - Philosophie - Michel de Montaigne mit Raphael Enthoven & Jean-Yves Pouilloux vom 26. September 2013, Teil 1  , Teil 2